# Perú en los Juegos Bolivarianos de 2022
Perú fue uno de los países que participaron en los Juegos Bolivarianos de 2022 en la ciudad de Valledupar, Colombia. La delegación peruana estuvo compuesta por 420 deportistas que compitieron en 39 disciplinas deportivas. Los abanderados en la ceremonia de apertura fueron la esgrimista María Luisa Doig y el judoca Juan Postigos. Perú obtuvo 145 medallas (33 de oro, 40 de plata y 72 de bronce).

## Medallistas
| Medalla           | Atleta / Equipo | Deporte                    | Evento                          | Fecha       |
| ----------------- | --- | -------------------------- | ------------------------------- | ----------- |
| Medalla de oro    | Lucas Lutar | Esgrima                    | Florete individual              | 23 de junio |
| Medalla de oro    | Thalía Gamarra | Judo                       | -48 kg                          | 25 de junio |
| Medalla de oro    | Juan Postigos | Judo                       | -66 kg                          | 25 de junio |
| Medalla de oro    | Alessia Palacios Valeria Palacios | Remo                       | LW2x                            | 25 de junio |
| Medalla de oro    | Inés Castillo José Guevara Daniel La Torre Paula La Torre Diego Mini Namie Miyahira Fernanda Saponara Diego Subauste | Bádminton                  | Equipos                         | 26 de junio |
| Medalla de oro    | Ana Méndez | Gimnasia artística         | Individual                      | 26 de junio |
| Medalla de oro    | Ana Méndez | Gimnasia artística         | Barras asimétricas              | 27 de junio |
| Medalla de oro    | Daryl Yamamoto | Judo                       | -100 kg                         | 27 de junio |
| Medalla de oro    | Brianda Rivera | Tiro deportivo             | Pistola 25 metros               | 27 de junio |
| Medalla de oro    | Edward Gonzales | Gimnasia artística         | Salto                           | 28 de junio |
| Medalla de oro    | Stefanny Álvarez Alyssa Barnuevo Diana Garnica Anna López Elisa López María Menacho Miranda Nieto Carolina Rodríguez Rebeca Rodríguez Areli Rolando Abigail Sirio Belén Torres Daniela Torres                                         | Waterpolo                  | Torneo femenino                 | 28 de junio |
| Medalla de oro    | Inés Castillo | Bádminton                  | Individual                      | 29 de junio |
| Medalla de oro    | Inés Castillo Paula La Torre | Bádminton                  | Dobles                          | 29 de junio |
| Medalla de oro    | José Guevara Diego Mini | Bádminton                  | Dobles                          | 29 de junio |
| Medalla de oro    | Inés Castillo José Guevara | Bádminton                  | Dobles mixto                    | 29 de junio |
| Medalla de oro    | Cristian Morales | Tiro deportivo             | Rifle tres posiciones 50 metros | 30 de junio |
| Medalla de oro    | Jovana de la Cruz | Atletismo                  | 10000 metros                    | 1 de julio  |
| Medalla de oro    | Ximena Zorrilla | Atletismo                  | Lanzamiento de martillo         | 1 de julio  |
| Medalla de oro    | Luis Barco | Golf                       | Individual                      | 1 de julio  |
| Medalla de oro    | César Rodríguez | Atletismo                  | 35000 metros marcha             | 2 de julio  |
| Medalla de oro    | McKenna De Bever | Natación                   | 200 metros combinado individual | 2 de julio  |
| Medalla de oro    | Daniella Borda | Tiro deportivo             | Skeet                           | 2 de julio  |
| Medalla de oro    | Gracia Carrillo | Vela                       | Optimist                        | 2 de julio  |
| Medalla de oro    | Caterina Romero | Vela                       | Sunfish                         | 2 de julio  |
| Medalla de oro    | María De Osma | Esquí acuático             | Eslalon                         | 3 de julio  |
| Medalla de oro    | McKenna De Bever | Natación                   | 100 metros espalda              | 3 de julio  |
| Medalla de oro    | María Muñoz | Natación                   | 400 metros combinado individual | 3 de julio  |
| Medalla de oro    | María Bramont | Natación en aguas abiertas | 5000 metros                     | 3 de julio  |
| Medalla de oro    | Hugo Del Castillo | Taekwondo                  | Poomsae individual              | 3 de julio  |
| Medalla de oro    | Marko Carrillo | Tiro deportivo             | Pistola tiro rápido 25 metros   | 3 de julio  |
| Medalla de oro    | Nicole Hein | Atletismo                  | Salto con pértiga               | 4 de julio  |
| Medalla de oro    | Gladys Tejeda | Atletismo                  | Media maratón                   | 5 de julio  |
| Medalla de oro    | María Bramont | Natación en aguas abiertas | 10000 metros                    | 5 de julio  |
| Medalla de plata  | María Luisa Doig | Esgrima                    | Espada individual               | 23 de junio |
| Medalla de plata  | Daniel Agüero Jimmy Figueroa Edward Gonzales Arian León Luis Pizarro Mauricio Gallegos | Gimnasia artística         | Equipos                         | 25 de junio |
| Medalla de plata  | Noemí Huayhuameza | Judo                       | -52 kg                          | 25 de junio |
| Medalla de plata  | Ingrid Aranda | Karate                     | Katas                           | 25 de junio |
| Medalla de plata  | Pamela Noya Adriana Sanguineti | Remo                       | W2x                             | 25 de junio |
| Medalla de plata  | Aldo Kawahira Víctor Tateishi | Bowling                    | Dobles                          | 26 de junio |
| Medalla de plata  | Valeria Palacios | Remo                       | LW1x                            | 26 de junio |
| Medalla de plata  | Chris Centeno Fabiana Cuneo Fabiola Díaz Ana Méndez Ana Rengifo María Zúñiga | Gimnasia artística         | Equipos                         | 26 de junio |
| Medalla de plata  | Adrián Kawahira Aldo Kawahira Kenny Kishimoto Víctor Tateishi | Bowling                    | Equipos                         | 27 de junio |
| Medalla de plata  | Camila Figueroa | Judo                       | -78 kg                          | 27 de junio |
| Medalla de plata  | Cristian Morales | Tiro deportivo             | Rifle de aire 10 metros         | 27 de junio |
| Medalla de plata  | Yuliana Bolívar Ángel Cornejo Camila Figueroa Roberto Galarreta Thalía Gamarra Noemi Huayhuameza Xsara Morales Juan Postigos Javier Saavedra Humberto Wong Daryl Yamamoto                                                             | Judo                       | Equipos mixto                   | 28 de junio |
| Medalla de plata  | Diego Elías Alonso Escudero | Squash                     | Dobles                          | 28 de junio |
| Medalla de plata  | Daniel La Torre Diego Subauste | Bádminton                  | Dobles                          | 29 de junio |
| Medalla de plata  | Namie Miyahira Fernanda Saponara | Bádminton                  | Dobles                          | 29 de junio |
| Medalla de plata  | Diego Elías Alonso Escudero Rafael Gálvez Álvaro GarcÍa | Squash                     | Equipos                         | 29 de junio |
| Medalla de plata  | Álvaro Arones Sandy Quiroz | Natación artística         | Dueto mixto                     | 1 de julio  |
| Medalla de plata  | Julio Palomino | Atletismo                  | 3000 metros con obstáculos      | 2 de julio  |
| Medalla de plata  | Jessica Cattaneo McKenna De Bever Sophia Ribeiro | Natación                   | Relevo 4x200 metros relevos     | 2 de julio  |
| Medalla de plata  | Florencia Chiarella | Vela                       | Ilca 6                          | 2 de julio  |
| Medalla de plata  | Stefano Peschiera | Vela                       | Ilca 7                          | 2 de julio  |
| Medalla de plata  | Stefano Moy | Vela                       | Optimist                        | 2 de julio  |
| Medalla de plata  | María De Osma | Esquí acuático             | Salto                           | 3 de julio  |
| Medalla de plata  | Joao Benavides | Lucha                      | 60 kg greco                     | 3 de julio  |
| Medalla de plata  | Gabriela Castillo | Taekwondo                  | Poomsae individual              | 3 de julio  |
| Medalla de plata  | Kevin Altamirano | Tiro deportivo             | Pistola tiro rápido 25 metros   | 3 de julio  |
| Medalla de plata  | María De Osma | Esquí acuático             | Overall                         | 4 de julio  |
| Medalla de plata  | Yanet Sovero | Lucha                      | 68 kg libre                     | 4 de julio  |
| Medalla de plata  | Carmela De La Barra Luis Sacha | Taekwondo                  | Poomsae parejas                 | 4 de julio  |
| Medalla de plata  | 5000 metros | Atletismo                  | 5000 metros                     | 4 de julio  |
| Medalla de plata  | Alejandra Arévalo | Atletismo                  | Salto con pértiga               | 4 de julio  |
| Medalla de plata  | Alexia Sotomayor | Natación                   | 200 metros espalda              | 4 de julio  |
| Medalla de plata  | Micaela Bernales McKenna De Bever Jessica Cattaneo Rafaela Fernandini | Natación                   | Relevo 4x100 metros libre       | 4 de julio  |
| Medalla de plata  | Anita Poma | Atletismo                  | 800 metros                      | 5 de julio  |
| Medalla de plata  | Ferdinan Cereceda | Atletismo                  | Media maratón                   | 5 de julio  |
| Medalla de plata  | Luz Rojas | Atletismo                  | Media maratón                   | 5 de julio  |
| Medalla de plata  | Hernán Viera | Halterofilia               | Arranque 109 kg                 | 5 de julio  |
| Medalla de plata  | Hernán Viera | Halterofilia               | Envión 109 kg                   | 5 de julio  |
| Medalla de plata  | Enrique Herrera | Lucha                      | 57 kg libre                     | 5 de julio  |
| Medalla de plata  | María Muñoz | Natación                   | 200 metros mariposa             | 5 de julio  |
| Medalla de bronce | Eduardo García | Esgrima                    | Espada individual               | 24 de junio |
| Medalla de bronce | Edward Gonzales | Gimnasia artística         | Individual                      | 25 de junio |
| Medalla de bronce | Marian Flores | Judo                       | -57 kg                          | 25 de junio |
| Medalla de bronce | Hiromi Sánchez | Karate                     | -55 kg                          | 25 de junio |
| Medalla de bronce | Linda Rodríguez | Karate                     | -61 kg                          | 25 de junio |
| Medalla de bronce | Mariano Wong | Karate                     | Katas                           | 25 de junio |
| Medalla de bronce | Geronimo Hamann | Remo                       | LM1x                            | 25 de junio |
| Medalla de bronce | Gustavo Salcedo | Remo                       | M1x                             | 25 de junio |
| Medalla de bronce | Xsara Morales | Judo                       | -70 kg                          | 26 de junio |
| Medalla de bronce | Humberto Wong | Judo                       | -57 kg                          | 26 de junio |
| Medalla de bronce | Sol Cabrera | Karate                     | -68 kg                          | 26 de junio |
| Medalla de bronce | César Cipriani Andrés Sandoval | Remo                       | LM2x                            | 26 de junio |
| Medalla de bronce | Pamela Noya | Remo                       | W1x                             | 26 de junio |
| Medalla de bronce | Pamela Noya Alessia Palacios Valeria Palacios Adriana Sanguineti | Remo                       | W4x                             | 27 de junio |
| Medalla de bronce | Carla Morales Pamela Noya Alessia Palacios Valeria Palacios | Remo                       | 4LWx                            | 27 de junio |
| Medalla de bronce | César Cipriani Andrés Sandoval Raphaela Sánchez Luciana Zegarra | Remo                       | X4x                             | 27 de junio |
| Medalla de bronce | Yuliana Bolívar | Judo                       | +78 kg                          | 27 de junio |
| Medalla de bronce | Roberto Galarreta | Judo                       | -90 kg                          | 27 de junio |
| Medalla de bronce | Julio Alzamora Ulises Angulo Mauricio Bustamante Eduardo Cárdenas Germán Carranza Diego Contreras Nicolás Contreras Joaquín Cuadros Yamil Farid Jefferson Pinedo Simón Regalado Lorenzo Rodríguez Alfredo Tassano                     | Waterpolo                  | Torneo masculino                | 28 de junio |
| Medalla de bronce | Alexia Arenas Cristian Morales | Tiro deportivo             | Rifle de aire 10 metros         | 28 de junio |
| Medalla de bronce | Sebastián Blanco Ángel Cerpa Favian Del Águila Leonel Despaigne Martín Gómez Santiago La Jara Hiroshi La Torre Jassir Morón Randal Ortega Piero Porras Bruno Seminario Sebastián Thiermann                                            | Voleibol                   | Torneo masculino                | 28 de junio |
| Medalla de bronce | José Guevara | Bádminton                  | Individual                      | 29 de junio |
| Medalla de bronce | Daniel La Torre | Bádminton                  | Individual                      | 29 de junio |
| Medalla de bronce | Namie Miyahira | Bádminton                  | Individual                      | 29 de junio |
| Medalla de bronce | Luciana Castillo Ximena Rodríguez Alejandra Zavala | Squash                     | Equipos                         | 29 de junio |
| Medalla de bronce | Annia Becerra | Tiro deportivo             | Pistola de aire 10 metros       | 29 de junio |
| Medalla de bronce | Marko Carrillo | Tiro deportivo             | Pistola de aire 10 metros       | 29 de junio |
| Medalla de bronce | Alessandro De Souza | Tiro deportivo             | Trap                            | 29 de junio |
| Medalla de bronce | Valentina Porcella | Tiro deportivo             | Trap                            | 29 de junio |
| Medalla de bronce | Darwin Pérez | Boxeo                      | 52-57 kg                        | 30 de junio |
| Medalla de bronce | Leodan Pezo | Boxeo                      | 57-63 kg                        | 30 de junio |
| Medalla de bronce | José Lucar | Boxeo                      | 81-91 kg                        | 30 de junio |
| Medalla de bronce | Selena Aponte Brunella Beteta Mariafe Bouchon Akemy Gonzales Kiana Kadena Jimena Kunigami Alessandra La Puente Allison Morales María Pizarro Itati Susano Frances Tenya Alessandra Teruya Thais Uyema Giovannah Webb Adriana Yamakawa | Sóftbol                    | Torneo femenino                 | 30 de junio |
| Medalla de bronce | Soledad Torre | Atletismo                  | 10000 metros                    | 1 de julio  |
| Medalla de bronce | Anali Saldarriaga | Halterofilia               | Arranque 49 kg                  | 1 de julio  |
| Medalla de bronce | Anali Saldarriaga | Halterofilia               | Envión 49 kg                    | 1 de julio  |
| Medalla de bronce | María Ccoyllo Yamile Carrasco | Natación artística         | Dueto femenino                  | 1 de julio  |
| Medalla de bronce | Yamile Carrasco María Ccoyllo Ariana Coronado Mariafe Coronado Camila Fernández Lia Luna Angie Paredes Tania Patiño Adriana Toulier                                                                                                   | Natación artística         | Rutina libre combinada          | 1 de julio  |
| Medalla de bronce | Felipe Duffoo Carlos Fernández Rodrigo Hidalgo Adrián Rubiños | Tenis de mesa              | Equipos                         | 1 de julio  |
| Medalla de bronce | Diana Bazalar | Atletismo                  | 100 metros con vallas           | 2 de julio  |
| Medalla de bronce | Yuri Labra | Atletismo                  | 3000 metros con obstáculos      | 2 de julio  |
| Medalla de bronce | Evelyn Inga | Atletismo                  | 35000 metros marcha             | 2 de julio  |
| Medalla de bronce | Luis Campos | Atletismo                  | 35000 metros marcha             | 2 de julio  |
| Medalla de bronce | Shoely Mego | Halterofilia               | Arranque 55 kg                  | 2 de julio  |
| Medalla de bronce | Shoely Mego | Halterofilia               | Envión 55 kg                    | 2 de julio  |
| Medalla de bronce | Luis Bardales | Halterofilia               | Envión 67 kg                    | 2 de julio  |
| Medalla de bronce | Alexia Arenas | Tiro deportivo             | Rifle tres posiciones 50 metros | 2 de julio  |
| Medalla de bronce | Gianella Hermoza Mariana Illescas Alexandra Zavala | Tiro con arco              | Recurvo por equipos             | 2 de julio  |
| Medalla de bronce | Sophie Zimmermann | Vela                       | Ilca 6                          | 2 de julio  |
| Medalla de bronce | Rafaella Parodi | Vela                       | Optimist                        | 2 de julio  |
| Medalla de bronce | Jean Paul De Trazegnies | Vela                       | Sunfish                         | 2 de julio  |
| Medalla de bronce | Sophia Ribeiro | Natación                   | 800 metros libre                | 2 de julio  |
| Medalla de bronce | Silvana Segura | Atletismo                  | Salto triple                    | 3 de julio  |
| Medalla de bronce | Cristhiana De Osma | Esquí acuático             | Figuras                         | 3 de julio  |
| Medalla de bronce | Rafael De Osma | Esquí acuático             | Figuras                         | 3 de julio  |
| Medalla de bronce | Rafael De Osma | Esquí acuático             | Salto                           | 3 de julio  |
| Medalla de bronce | Pool Ambrosio | Lucha                      | 87 kg greco                     | 3 de julio  |
| Medalla de bronce | Joaquín Vargas | Natación                   | 200 metros libre                | 3 de julio  |
| Medalla de bronce | Adriana Buendía Rafaela Fernandini María Muñóz Alexia Sotomayor | Natación                   | Relevo 4x100 metros combinado   | 3 de julio  |
| Medalla de bronce | Raymiguel Barreto | Taekwondo                  | -58 kg                          | 3 de julio  |
| Medalla de bronce | Carlos Fernández Rodrigo Hidalgo | Tenis de mesa              | Dobles                          | 3 de julio  |
| Medalla de bronce | Felipe Duffoo Isabel Duffoo | Tenis de mesa              | Dobles mixto                    | 3 de julio  |
| Medalla de bronce | Rafael De Osma | Esquí acuático             | Overall                         | 4 de julio  |
| Medalla de bronce | Amel Atencia | Halterofilia               | Arranque 96 kg                  | 4 de julio  |
| Medalla de bronce | Amel Atencia | Halterofilia               | Envión 96 kg                    | 4 de julio  |
| Medalla de bronce | Thalía Mallqui | Lucha                      | 50 kg libre                     | 4 de julio  |
| Medalla de bronce | Sergio Galdós Conner Huertas | Tenis                      | Dobles                          | 4 de julio  |
| Medalla de bronce | Sophia Ribeiro | Natación                   | 1500 metros libre               | 4 de julio  |
| Medalla de bronce | Marco Vilca | Atletismo                  | 800 metros                      | 5 de julio  |
| Medalla de bronce | Sixto Auccapiña | Lucha                      | 65 kg libre                     | 5 de julio  |
| Medalla de bronce | McKenna De Bever Rafaela Fernandini Joaquín Vargas Miguel Zavaleta | Natación                   | Relevo 4x100 metros libre       | 5 de julio  |
| Medalla de bronce | Alisson Alarcón Alondra Alarcón Antuanette Arteaga Eliane Behar María Cisneros Jade Cuya María Denegri Lizanyela López Estefany Mariñas Jade Rodríguez María Rojas Saskya Silvano                                                     | Voleibol                   | Torneo femenino                 | 5 de julio  |

## Atletas
| Disciplina                 | Deportistas |
| Atletismo                  | 32          |
| Bádminton                  | 8           |
| Balonmano                  | 28          |
| Béisbol                    | 24          |
| Bowling                    | 8           |
| Boxeo                      | 6           |
| Canotaje                   | 8           |
| Ciclismo BMX               | 2           |
| Ciclismo de montaña        | 2           |
| Ciclismo en pista          | 7           |
| Ciclismo en ruta           | 6           |
| Equitación                 | 3           |
| Esgrima                    | 9           |
| Esquí acuático             | 4           |
| Gimnasia acrobática        | 1           |
| Gimnasia artística         | 12          |
| Gimnasia rítmica           | 4           |
| Golf                       | 4           |
| Halterofilia               | 8           |
| Judo                       | 13          |
| Karate                     | 10          |
| Lucha                      | 10          |
| Natación                   | 22          |
| Natación artística         | 11          |
| Natación en aguas abiertas | 4           |
| Patinaje                   | 2           |
| Remo                       | 15          |
| Sóftbol                    | 15          |
| Squash                     | 7           |
| Taekwondo                  | 11          |
| Tenis                      | 6           |
| Tenis de mesa              | 8           |
| Tiro con arco              | 12          |
| Tiro deportivo             | 16          |
| Triatlón                   | 8           |
| Vela                       | 18          |
| Voleibol                   | 24          |
| Voleibol de playa          | 6           |
| Waterpolo                  | 26          |
| Total                      | 420         |

## Deportes

### Atletismo
Femenino
Eventos de campo
| Atleta            | Evento                  | Final     | Final             |
| Atleta            | Evento                  | Distancia | Posición          |
| ----------------- | ----------------------- | --------- | ----------------- |
| Ximena Zorrilla   | Lanzamiento de martillo | 66.96     | Medalla de oro    |
| Alejandra Arévalo | Salto con pértiga       | 4.00      | Medalla de plata  |
| Nicole Hein       | Salto con pértiga       | 4.05      | Medalla de oro    |
| Silvana Segura    | Salto triple            | 12.75     | Medalla de bronce |

Eventos de pista y ruta
| Atleta                                                       | Evento                | Eliminatoria | Eliminatoria | Final        | Final             |
| Atleta                                                       | Evento                | Tiempo       | Posición     | Tiempo       | Posición          |
| ------------------------------------------------------------ | --------------------- | ------------ | ------------ | ------------ | ----------------- |
| Paula Daruich                                                | 100 metros            | 12.39        | 6            | No clasificó | No clasificó      |
| Diana Bazalar                                                | 100 metros con vallas | ——————       | ——————       | 13.62        | Medalla de bronce |
| Anita Poma                                                   | 800 metros            | ——————       | ——————       | 02:05.57     | Medalla de plata  |
| Anita Poma                                                   | 1500 metros           | ——————       | ——————       | 04:20.48     | 5                 |
| Jovana de la Cruz                                            | 5000 metros           | ——————       | ——————       | 17:24.81     | 4                 |
| Soledad Torre                                                | 5000 metros           | ——————       | ——————       | 17:22.89     | Medalla de plata  |
| Jovana de la Cruz                                            | 10000 metros          | ——————       | ——————       | 34:48.56     | Medalla de oro    |
| Soledad Torre                                                | 10000 metros          | ——————       | ——————       | 34:50.29     | Medalla de bronce |
| Evelyn Inga                                                  | 35000 metros marcha   | ——————       | ——————       | 3h 04:28.96  | Medalla de bronce |
| Alejandra Arévalo Diana Bazalar Paula Daruich Silvana Segura | Relevos 4x100 metros  | ——————       | ——————       | 48.60        | 4                 |
| Luz Rojas                                                    | Media maratón         | ——————       | ——————       | 1h 15:22.94  | Medalla de plata  |
| Gladys Tejeda                                                | Media maratón         | ——————       | ——————       | 1h 15:13.86  | Medalla de oro    |

Masculino
Eventos de campo
| Atleta        | Evento          | Final     | Final    |
| Atleta        | Evento          | Distancia | Posición |
| ------------- | --------------- | --------- | -------- |
| Arturo Chávez | Salto de altura | 2.05      | 4        |

Eventos de pista y ruta
| Atleta                                                | Evento                     | Eliminatoria | Eliminatoria | Final        | Final             |
| Atleta                                                | Evento                     | Tiempo       | Posición     | Tiempo       | Posición          |
| ----------------------------------------------------- | -------------------------- | ------------ | ------------ | ------------ | ----------------- |
| Luis Angulo                                           | 100 metros                 | 10.92        | 2            | No clasificó | No clasificó      |
| Aron Earl                                             | 100 metros                 | 10.91        | 6            | No clasificó | No clasificó      |
| Paolo Crose                                           | 110 metros con vallas      | ——————       | ——————       | 19.59        | 5                 |
| Mauricio Garrido                                      | 110 metros con vallas      | ——————       | ——————       | 14.18        | 4                 |
| Rodrigo Cornejo                                       | 400 metros                 | ——————       | ——————       | 50.59        | 7                 |
| Luis Elespuru                                         | 400 metros con vallas      | ——————       | ——————       | 55.52        | 7                 |
| Antonio Kalinowski                                    | 400 metros con vallas      | ——————       | ——————       | 56.80        | 8                 |
| Marco Vilca                                           | 800 metros                 | ——————       | ——————       | 01:48.77     | Medalla de bronce |
| Walter Nina                                           | 1500 metros                | ——————       | ——————       | 03:55.00     | 9                 |
| Yuri Labra                                            | 3000 metros con obstáculos | ——————       | ——————       | 09:07.17     | Medalla de bronce |
| Julio Palomino                                        | 3000 metros con obstáculos | ——————       | ——————       | 08:48.97     | Medalla de plata  |
| Yuri Labra                                            | 5000 metros                | ——————       | ——————       | 14:37.85     | 5                 |
| René Champi                                           | 10000 metros               | ——————       | ——————       | DNF          | DNF               |
| Luis Ostos                                            | 10000 metros               | ——————       | ——————       | DNF          | DNF               |
| Luis Campos                                           | 35000 metros marcha        | ——————       | ——————       | 2h 45:01.21  | Medalla de bronce |
| César Rodríguez                                       | 35000 metros marcha        | ——————       | ——————       | 2h 43:43.07  | Medalla de oro    |
| Luis Angulo Rodrigo Cornejo Mauricio Mayer Aron Saénz | Relevos 4x100 metros       | ——————       | ——————       | 41.44        | 6                 |
| Ferdinan Cereceda                                     | Media maratón              | ——————       | ——————       | 1h 06:49.33  | Medalla de plata  |
| Cristhian Pacheco                                     | Media maratón              | ——————       | ——————       | 1h 11:50.96  | 7                 |

### Bádminton
Femenino
| Atleta                           | Evento  | Dieciseisavos de final | Octavos de final         | Cuartos de final          | Semifinal            | Final             | Posición Final    |
| Atleta                           | Evento  | Rival Resultado        | Rival Resultado          | Rival Resultado           | Rival Resultado      | Rival Resultado   | Posición Final    |
| -------------------------------- | ------- | ---------------------- | ------------------------ | ------------------------- | -------------------- | ----------------- | ----------------- |
| Inés Castillo                    | Singles | ——————                 | Claritza Confident 2 - 0 | Laura Londoño 2 - 0       | Namie Miyahira 2 - 1 | María Pérez 2 - 0 | Medalla de oro    |
| Namie Miyahira                   | Singles | Rosa Quilodran 2 - 0   | María Zambrano 2 - 0     | Fátima Centeno 2 - 0      | Inés Castillo 1 - 2  | No clasificó      | Medalla de bronce |
| Fernanda Saponara                | Singles | ——————                 | Daniela Hernández 2 - 0  | María Pérez 1 - 2         | No clasificó         | No clasificó      | No clasificó      |
| Inés Castillo Paula La Torre     | Dobles  | ——————                 | ——————                   | Ecuador 1 - 0             | El Salvador 2 - 0    | Perú 2 - 1        | Medalla de oro    |
| Namie Miyahira Fernanda Saponara | Dobles  | ——————                 | ——————                   | República Dominicana 2 -0 | Colombia 2 -0        | Perú 1 - 2        | Medalla de plata  |

Masculino
| Atleta                         | Evento  | Octavos de final      | Cuartos de final       | Semifinal            | Final           | Posición Final    |
| Atleta                         | Evento  | Rival Resultado       | Rival Resultado        | Rival Resultado      | Rival Resultado | Posición Final    |
| ------------------------------ | ------- | --------------------- | ---------------------- | -------------------- | --------------- | ----------------- |
| José Guevara                   | Singles | Yonatan Linarez 2 - 0 | Andy Baque 2 - 1       | Miguel Quirama 1 - 2 | No clasificó    | Medalla de bronce |
| Daniel La Torre                | Singles | Argenis Mariñez 2 - 0 | Dainne Marulanda 2 - 1 | Uriel Canjura 0 - 2  | No clasificó    | Medalla de bronce |
| Diego Mini                     | Singles | Daniel Borja 2 - 1    | Uriel Canjura 0 - 2    | No clasificó         | No clasificó    | No clasificó      |
| José Guevara Diego Mini        | Dobles  | ——————                | Colombia 2 - 0         | Ecuador 2 - 0        | Perú 2 - 0      | Medalla de oro    |
| Daniel La Torre Diego Subauste | Dobles  | ——————                | Colombia 2 - 0         | El Salvador 2 - 1    | Perú 0 - 2      | Medalla de plata  |

Mixto
| Atleta | Evento  | Octavos de final           | Cuartos de final           | Semifinal         | Final             | Posición Final |
| Atleta | Evento  | Rival Resultado            | Rival Resultado            | Rival Resultado   | Rival Resultado   | Posición Final |
| --- | ------- | -------------------------- | -------------------------- | ----------------- | ----------------- | -------------- |
| Paula La Torre Diego Mini                                                                                            | Dobles  | República Dominicana 2 - 0 | El Salvador 1 - 2          | No clasificó      | No clasificó      | No clasificó   |
| Inés Castillo José Guevara                                                                                           | Dobles  | ——————                     | República Dominicana 2 - 0 | Colombia 2 - 1    | El Salvador 2 - 1 | Medalla de oro |
| Inés Castillo José Guevara Daniel La Torre Paula La Torre Diego Mini Namie Miyahira Fernanda Saponara Diego Subauste | Equipos | ——————                     | Ecuador 3 - 0              | El Salvador 3 - 2 | Colombia 3 - 0    | Medalla de oro |

### Balonmano
Femenino
| Equipo | Evento          | Fase de grupos               | Fase de grupos | Quinto puesto   | Final           |
| Equipo | Evento          | Rival Resultado              | Posición       | Rival Resultado | Rival Resultado |
| --- | --------------- | ---------------------------- | -------------- | --------------- | --------------- |
| Giselle Cama Nayeli Cancino Omayra Cóndor Ana Córdova Ariana Cruz Camila Delgado Jeffany Escumpani Marcia Guizado Marcela Martínez María Miranda Astrid Núñez Olenka Orellana María Valdéz Angie Vásquez | Torneo femenino | Venezuela 40 - 43            | 4              | No clasificó    | No clasificó    |
| Giselle Cama Nayeli Cancino Omayra Cóndor Ana Córdova Ariana Cruz Camila Delgado Jeffany Escumpani Marcia Guizado Marcela Martínez María Miranda Astrid Núñez Olenka Orellana María Valdéz Angie Vásquez | Torneo femenino | Chile 17 - 48                | 4              | No clasificó    | No clasificó    |
| Giselle Cama Nayeli Cancino Omayra Cóndor Ana Córdova Ariana Cruz Camila Delgado Jeffany Escumpani Marcia Guizado Marcela Martínez María Miranda Astrid Núñez Olenka Orellana María Valdéz Angie Vásquez | Torneo femenino | República Dominicana 29 - 37 | 4              | No clasificó    | No clasificó    |

Masculino
| Equipo | Evento           | Fase de grupos               | Fase de grupos | Quinto puesto   | Final           |
| Equipo | Evento           | Rival Resultado              | Posición       | Rival Resultado | Rival Resultado |
| --- | ---------------- | ---------------------------- | -------------- | --------------- | --------------- |
| David Bottger Fernando Buitron Daniel Campos Giovanni Cervera Favio Chacón Renzo Cifuentes Renzo Corpus Gianpierre Gutelius Diego López Mauricio Medina Stefano Torres Carlos Trelles Carlos Vélez Carlos Zerillo | Torneo masculino | Chile 22 - 39                | 5              | No clasificó    | No clasificó    |
| David Bottger Fernando Buitron Daniel Campos Giovanni Cervera Favio Chacón Renzo Cifuentes Renzo Corpus Gianpierre Gutelius Diego López Mauricio Medina Stefano Torres Carlos Trelles Carlos Vélez Carlos Zerillo | Torneo masculino | Colombia 25 - 35             | 5              | No clasificó    | No clasificó    |
| David Bottger Fernando Buitron Daniel Campos Giovanni Cervera Favio Chacón Renzo Cifuentes Renzo Corpus Gianpierre Gutelius Diego López Mauricio Medina Stefano Torres Carlos Trelles Carlos Vélez Carlos Zerillo | Torneo masculino | República Dominicana 25 - 28 | 5              | No clasificó    | No clasificó    |
| David Bottger Fernando Buitron Daniel Campos Giovanni Cervera Favio Chacón Renzo Cifuentes Renzo Corpus Gianpierre Gutelius Diego López Mauricio Medina Stefano Torres Carlos Trelles Carlos Vélez Carlos Zerillo | Torneo masculino | Venezuela 35 - 39            | 5              | No clasificó    | No clasificó    |

### Béisbol
Masculino
| Equipo | Evento           | Eliminatorias              | Eliminatorias |
| Equipo | Evento           | Rival Resultado            | Posición      |
| --- | ---------------- | -------------------------- | ------------- |
| Roberto Ayarza Marco Castellano Yun Contreras Jonathan Farías Andrés Hamamoto Gabriel Hernández Roberto Huisa Jin Ishihara Ken Ishihara Akira Itokazu Giancarlo Kanashiro Daniel Liu Matias Miyagusuku Édgar Paredes Gianpierre Reaño Daniel Shimura Jorge Sivirichi Alex Takano Alonso Tomoaki Joaquín Vélez Johan Verástegui Kevin Yamamoto Susumu Yoza Rider Zevallos | Torneo masculino | República Dominicana 0 - 6 | 4             |
| Roberto Ayarza Marco Castellano Yun Contreras Jonathan Farías Andrés Hamamoto Gabriel Hernández Roberto Huisa Jin Ishihara Ken Ishihara Akira Itokazu Giancarlo Kanashiro Daniel Liu Matias Miyagusuku Édgar Paredes Gianpierre Reaño Daniel Shimura Jorge Sivirichi Alex Takano Alonso Tomoaki Joaquín Vélez Johan Verástegui Kevin Yamamoto Susumu Yoza Rider Zevallos | Torneo masculino | Colombia 0 - 8             | 4             |
| Roberto Ayarza Marco Castellano Yun Contreras Jonathan Farías Andrés Hamamoto Gabriel Hernández Roberto Huisa Jin Ishihara Ken Ishihara Akira Itokazu Giancarlo Kanashiro Daniel Liu Matias Miyagusuku Édgar Paredes Gianpierre Reaño Daniel Shimura Jorge Sivirichi Alex Takano Alonso Tomoaki Joaquín Vélez Johan Verástegui Kevin Yamamoto Susumu Yoza Rider Zevallos | Torneo masculino | Venezuela 5 - 4            | 4             |
| Roberto Ayarza Marco Castellano Yun Contreras Jonathan Farías Andrés Hamamoto Gabriel Hernández Roberto Huisa Jin Ishihara Ken Ishihara Akira Itokazu Giancarlo Kanashiro Daniel Liu Matias Miyagusuku Édgar Paredes Gianpierre Reaño Daniel Shimura Jorge Sivirichi Alex Takano Alonso Tomoaki Joaquín Vélez Johan Verástegui Kevin Yamamoto Susumu Yoza Rider Zevallos | Torneo masculino | República Dominicana 1 - 7 | 4             |
| Roberto Ayarza Marco Castellano Yun Contreras Jonathan Farías Andrés Hamamoto Gabriel Hernández Roberto Huisa Jin Ishihara Ken Ishihara Akira Itokazu Giancarlo Kanashiro Daniel Liu Matias Miyagusuku Édgar Paredes Gianpierre Reaño Daniel Shimura Jorge Sivirichi Alex Takano Alonso Tomoaki Joaquín Vélez Johan Verástegui Kevin Yamamoto Susumu Yoza Rider Zevallos | Torneo masculino | Colombia 0 - 8             | 4             |
| Roberto Ayarza Marco Castellano Yun Contreras Jonathan Farías Andrés Hamamoto Gabriel Hernández Roberto Huisa Jin Ishihara Ken Ishihara Akira Itokazu Giancarlo Kanashiro Daniel Liu Matias Miyagusuku Édgar Paredes Gianpierre Reaño Daniel Shimura Jorge Sivirichi Alex Takano Alonso Tomoaki Joaquín Vélez Johan Verástegui Kevin Yamamoto Susumu Yoza Rider Zevallos | Torneo masculino | Venezuela 5 - 6            | 4             |

### Bowling
Femenino
| Atleta                                                    | Evento     | Eliminatorias   | Eliminatorias   | Eliminatorias   | Eliminatorias   | Eliminatorias   | Eliminatorias   | Total | Posición | Semifinal    | Final        | Posición final |
| Atleta                                                    | Evento     | 1               | 2               | 3               | 4               | 5               | 6               | Total | Posición | Semifinal    | Final        | Posición final |
| --------------------------------------------------------- | ---------- | --------------- | --------------- | --------------- | --------------- | --------------- | --------------- | ----- | -------- | ------------ | ------------ | -------------- |
| María Belleza                                             | Individual | 192             | 167             | 128             | 142             | 204             | 179             | 1012  | 22       | No clasificó | No clasificó | No clasificó   |
| Ariana Komt                                               | Individual | 183             | 163             | 179             | 165             | 199             | 183             | 1072  | 19       | No clasificó | No clasificó | No clasificó   |
| Daniela Matallana                                         | Individual | 136             | 163             | 151             | 179             | 167             | 162             | 958   | 24       | No clasificó | No clasificó | No clasificó   |
| Yumi Yuzuriha                                             | Individual | 201             | 122             | 162             | 200             | 172             | 195             | 1052  | 20       | No clasificó | No clasificó | No clasificó   |
| María Belleza Ariana Komt                                 | Dobles     | 383             | 272             | 319             | 287             | 366             | 316             | 1944  | 11       | No clasificó | No clasificó | No clasificó   |
| Daniela Matallana Yumi Yuzuriha                           | Dobles     | 364             | 324             | 280             | 353             | 364             | 292             | 1977  | 9        | No clasificó | No clasificó | No clasificó   |
| María Belleza Ariana Komt Daniela Matallana Yumi Yuzuriha | Equipos    | Promedio 160.58 | Promedio 160.58 | Promedio 160.58 | Promedio 160.58 | Promedio 160.58 | Promedio 160.58 | 1927  | 6        | No clasificó | No clasificó | No clasificó   |

Masculino
| Atleta                                                        | Evento     | Eliminatorias   | Eliminatorias   | Eliminatorias   | Eliminatorias   | Eliminatorias   | Eliminatorias   | Total | Posición | Semifinal           | Final               | Posición final   |
| Atleta                                                        | Evento     | 1               | 2               | 3               | 4               | 5               | 6               | Total | Posición | Semifinal           | Final               | Posición final   |
| ------------------------------------------------------------- | ---------- | --------------- | --------------- | --------------- | --------------- | --------------- | --------------- | ----- | -------- | ------------------- | ------------------- | ---------------- |
| Adrián Kawahira                                               | Individual | 235             | 234             | 159             | 146             | 221             | 212             | 1207  | 10       | No clasificó        | No clasificó        | No clasificó     |
| Aldo Kawahira                                                 | Individual | 166             | 170             | 160             | 200             | 156             | 156             | 1008  | 22       | No clasificó        | No clasificó        | No clasificó     |
| Kenny Kishimoto                                               | Individual | 189             | 202             | 180             | 204             | 180             | 192             | 1147  | 16       | No clasificó        | No clasificó        | No clasificó     |
| Víctor Tateishi                                               | Individual | 192             | 170             | 192             | 188             | 146             | 212             | 1100  | 20       | No clasificó        | No clasificó        | No clasificó     |
| Aldo Kawahira Víctor Tateishi                                 | Dobles     | 371             | 400             | 406             | 479             | 346             | 398             | 2400  | 4        | Colombia 2 - 1      | Venezuela 730 - 869 | Medalla de plata |
| Adrián Kawahira Kenny Kishimoto                               | Dobles     | 372             | 387             | 406             | 348             | 375             | 373             | 2261  | 9        | No clasificó        | No clasificó        | No clasificó     |
| Adrián Kawahira Aldo Kawahira Kenny Kishimoto Víctor Tateishi | Equipos    | Promedio 201.00 | Promedio 201.00 | Promedio 201.00 | Promedio 201.00 | Promedio 201.00 | Promedio 201.00 | 2412  | 1        | Venezuela 924 - 879 | Colombia 762 - 847  | Medalla de plata |

### Boxeo
Femenino
| Atleta        | Evento   | Cuartos de final          | Semifinal       | Final           | Posición Final |
| Atleta        | Evento   | Rival Resultado           | Rival Resultado | Rival Resultado | Posición Final |
| ------------- | -------- | ------------------------- | --------------- | --------------- | -------------- |
| Lucy Valdivia | 48-51 kg | Miguelina Hernández 1 - 4 | No clasificó    | No clasificó    | No clasificó   |

Masculino
| Atleta        | Evento   | Cuartos de final     | Semifinal          | Final           | Posición Final    |
| Atleta        | Evento   | Rival Resultado      | Rival Resultado    | Rival Resultado | Posición Final    |
| ------------- | -------- | -------------------- | ------------------ | --------------- | ----------------- |
| Williams Peña | 48-52 kg | Luis Delgado 2 - 3   | No clasificó       | No clasificó    | No clasificó      |
| Darwin Pérez  | 52-57 kg | ——————               | Jean Caicedo 0 - 5 | No clasificó    | Medalla de bronce |
| Leodan Pezo   | 57-63 kg | Alejandro Díaz 5 - 0 | José Viáfara RSC   | No clasificó    | Medalla de bronce |
| Luis Miranda  | 69-75 kg | Euri Cedeño RSC      | No clasificó       | No clasificó    | No clasificó      |
| José Lucar    | 81-91 kg | Julio Castillo 0 - 5 | No clasificó       | No clasificó    | Medalla de bronce |

### Canotaje
Femenino
| Atleta                           | Evento   | Final    | Final    |
| Atleta                           | Evento   | Tiempo   | Posición |
| -------------------------------- | -------- | -------- | -------- |
| Cristy Barboza                   | C1 200 m | 01:18.82 | 5        |
| Grecia Gomringer                 | K1 200 m | 01:01.58 | 4        |
| Diana Gomringer                  | K1 500 m | 02:42.86 | 4        |
| Diana Gomringer Grecia Gomringer | K2 500 m | 02:36.54 | 4        |

Masculino
| Atleta                                                  | Evento    | Final    | Final    |
| Atleta                                                  | Evento    | Tiempo   | Posición |
| ------------------------------------------------------- | --------- | -------- | -------- |
| Colin Portocarrero                                      | C1 1000 m | 05:20.45 | 7        |
| Esteven Hidalgo                                         | K1 200 m  | 47.46    | 7        |
| Esteven Hidalgo                                         | K1 1000 m | 04:34.19 | 6        |
| Esteven Hidalgo Segundo Angulo                          | K2 500 m  | 01:58.34 | 7        |
| Segundo Angulo Esteven Hidalgo Elian Luna Rafael Torres | K4 500 m  | 01:40.69 | 6        |

### Ciclismo BMX
Femenino
| Atleta            | Evento       | Carrera | Carrera | Carrera |
| Atleta            | Evento       | 1       | 2       | 3       |
| ----------------- | ------------ | ------- | ------- | ------- |
| Micaela Fernández | Contra reloj | 6       | 5       | 5       |

Masculino
| Atleta            | Evento       | Carrera | Carrera | Carrera |
| Atleta            | Evento       | 1       | 2       | 3       |
| ----------------- | ------------ | ------- | ------- | ------- |
| Alejandro Koochoy | Contra reloj | DNF     | 5       | 6       |

### Ciclismo de montaña
Femenino
| Atleta           | Evento        | Final       | Final    |
| Atleta           | Evento        | Tiempo      | Posición |
| ---------------- | ------------- | ----------- | -------- |
| Mariana Barrueto | Cross country | 1h 33:17.00 | 7        |

Masculino
| Atleta          | Evento        | Final       | Final    |
| Atleta          | Evento        | Tiempo      | Posición |
| --------------- | ------------- | ----------- | -------- |
| Rolando Serrano | Cross country | 1h 32:46.00 | 8        |

### Ciclismo en pista
Femenino
| Atleta            | Evento | Clasificación | Clasificación | Final           | Final        |
| Atleta            | Evento | Tiempo        | Posición      | Tiempo / Puntos | Posición     |
| ----------------- | ------ | ------------- | ------------- | --------------- | ------------ |
| Estephany Vílchez | Ómnium | No participó  | No participó  | No participó    | No participó |

Masculino
| Atleta                                                        | Evento                  | Clasificación   | Clasificación | Final           | Final        |
| Atleta                                                        | Evento                  | Tiempo / Puntos | Posición      | Tiempo / Puntos | Posición     |
| ------------------------------------------------------------- | ----------------------- | --------------- | ------------- | --------------- | ------------ |
| Francis Cachique                                              | Keirin                  |                 | 4             | No clasificó    | No clasificó |
| Maximiliano Coila Hugo Ruiz                                   | Madison                 | ——————          | ——————        | 20              | 4            |
| Jhonfredy Lozada                                              | Ómnium                  | ——————          | ——————        | 0               | 14           |
| Alain Quispe                                                  | Ómnium                  | ——————          | ——————        | 136             | 6            |
| Hugo Ruiz                                                     | Ómnium                  | ——————          | ——————        | 123             | 7            |
| Maximiliano Coila Jhonfredy Lozada Alain Quispe Robinson Ruiz | Persecución por equipos | 04:20.99        | 5             | No clasificó    | No clasificó |
| Francis Cachique                                              | Velocidad               | 10.634          | 6             | No clasificó    | No clasificó |

### Ciclismo en ruta
Masculino
| Atleta           | Evento          | Final       | Final    |
| Atleta           | Evento          | Tiempo      | Posición |
| ---------------- | --------------- | ----------- | -------- |
| Jhonfredy Lozada | Ruta individual | 3h 44:41.00 | 25       |
| Royner Navarro   | Ruta individual | 3h 39:26.00 | 12       |
| Alain Quispe     | Ruta individual | 3h 51:18.00 | 34       |
| Hugo Ruiz        | Ruta individual | 3h 42:56.00 | 22       |
| Robinson Ruiz    | Ruta individual | 3h 48:45.00 | 30       |
| Bill Toscano     | Ruta individual | 3h 39:02.00 | 13       |

### Equitación
Mixto
| Atleta                                          | Evento            | Prueba de velocidad | Prueba de velocidad | 2 recorridos iguales | 2 recorridos iguales | Final  | Final    |
| Atleta                                          | Evento            | Puntos              | Posición            | Puntos               | Posición             | Puntos | Posición |
| ----------------------------------------------- | ----------------- | ------------------- | ------------------- | -------------------- | -------------------- | ------ | -------- |
| Talia Chlimper                                  | Salto individual  | 18.300              | 22                  | DQF                  | DQF                  | DQF    | DQF      |
| Ricardo Fernández                               | Salto individual  | 18.220              | 21                  | DQF                  | DQF                  | DQF    | DQF      |
| Carolina Gómez                                  | Salto individual  | DQF                 | DQF                 | DQF                  | DQF                  | RET    | RET      |
| Talia Chlimper Ricardo Fernández Carolina Gómez | Salto por equipos | 76.46               | 7                   | ————                 | ————                 | DQF    | DQF      |

### Esgrima
Femenino
| Atleta                                 | Evento             | Clasificación                | Clasificación                | Octavos de final             | Cuartos de final                | Semifinal                       | Final                           | Posición         |
| Atleta                                 | Evento             | Victorias                    | Posición                     | Rival Resultado              | Rival Resultado                 | Rival Resultado                 | Rival Resultado                 | Posición         |
| -------------------------------------- | ------------------ | ---------------------------- | ---------------------------- | ---------------------------- | ------------------------------- | ------------------------------- | ------------------------------- | ---------------- |
| María Luisa Doig                       | Espada individual  | 4                            | 1                            | ——————                       | Alejandra Piedrahíta 15 - 9     | Lizze Asís 15 - 11              | María Jaramillo 13 - 15         | Medalla de plata |
| Paola Gil                              | Florete individual | 3                            | 5                            | Isis Giménez 12 - 15         | No clasificó                    | No clasificó                    | No clasificó                    | No clasificó     |
| Kusi Rosales                           | Florete individual | 2                            | 7                            | Constanza García 15 - 4      | Katina Proestakis 9 - 15        | No clasificó                    | No clasificó                    | No clasificó     |
| Paola Gil Kusi Rosales Mariana Soriano | Florete equipos    | Semifinales Colombia 29 - 32 | Semifinales Colombia 29 - 32 | Semifinales Colombia 29 - 32 | Mecalla de bronce Chile 29 - 45 | Mecalla de bronce Chile 29 - 45 | Mecalla de bronce Chile 29 - 45 | 4                |

Masculino
| Atleta                                                  | Evento             | Clasificación    | Clasificación    | Octavos de final           | Cuartos de final          | Semifinal               | Final                | Posición          |
| Atleta                                                  | Evento             | Victorias        | Posición         | Rival Resultado            | Rival Resultado           | Rival Resultado         | Rival Resultado      | Posición          |
| ------------------------------------------------------- | ------------------ | ---------------- | ---------------- | -------------------------- | ------------------------- | ----------------------- | -------------------- | ----------------- |
| Eduardo García                                          | Espada individual  | 6                | 2                | ——————                     | Pablo Núñez 15 - 11       | Grabiel Lugo 12 - 15    | No clasificó         | Medalla de bronce |
| Joaquín Espinoza                                        | Florete individual | 2                | 6                | Gabriel Guardia 15 - 3     | Antonio Leal 7 - 15       | No clasificó            | No clasificó         | No clasificó      |
| Lucas Lutar                                             | Florete individual | 2                | 8                | Mathías Villacreses 15 - 6 | Janderson Briceño 15 - 14 | Santiago Pachón 15 - 14 | Antonio Leal 15 - 14 | Medalla de oro    |
| Isaac Ariza Joaquín Espinoza Fabián Huapaya Lucas Lutar | Florete equipos    | ———————————————— | ———————————————— | ————————————————           | Bolivia 45 - 34           | Colombia 40 - 45        | Chile 33 - 45        | 4                 |
| Fabián Huapaya                                          | Sable individual   | 0                | 10               | Julian Mayer 15 - 7        | José Quintero 5 - 15      | No clasificó            | No clasificó         | No clasificó      |

### Esquí acuático
Femenino
| Atleta             | Evento  | Eliminatoria | Eliminatoria | Final  | Final             |
| Atleta             | Evento  | Puntos       | Posición     | Puntos | Posición          |
| ------------------ | ------- | ------------ | ------------ | ------ | ----------------- |
| Cristhiana De Osma | Figuras | 2100         | 5            | 4430   | Medalla de bronce |
| María De Osma      | Figuras | 4690         | 3            | 3200   | 4                 |
| María De Osma      | Overall | ————         | ————         | 1899   | Medalla de bronce |
| María De Osma      | Salto   | 34.10        | 2            | 30.2   | Medalla de plata  |
| Cristhiana De Osma | Eslalon | ——           | 5            | ——     | 4                 |
| María De Osma      | Eslalon | ——           | 1            | ——     | Medalla de oro    |

Masculino
| Atleta         | Evento  | Eliminatoria | Eliminatoria | Final        | Final             |
| Atleta         | Evento  | Puntos       | Posición     | Puntos       | Posición          |
| -------------- | ------- | ------------ | ------------ | ------------ | ----------------- |
| Felipe Belmont | Figuras | DNS          | DNS          | No clasificó | No clasificó      |
| Rafael De Osma | Figuras | 5210         | 4            | 6350         | Medalla de bronce |
| Rafael De Osma | Overall | ————         | ————         | 2404         | Medalla de plata  |
| Rafael De Osma | Salto   | 42.00        | 3            | 41.7         | Medalla de bronce |
| Rafael De Osma | Eslalon | ——           | 6            | ——           | 4                 |

### Gimnasia acrobática
Masculino
| Atleta          | Evento     | Eliminatoria | Eliminatoria | Final  | Final    |
| Atleta          | Evento     | Puntos       | Posición     | Puntos | Posición |
| --------------- | ---------- | ------------ | ------------ | ------ | -------- |
| Miguel Valencia | Individual | 51.320       | 3            | 10.030 | 5        |

### Gimnasia artística
Femenino
| Atleta                                                                       | Evento  | Aparato       | Aparato            | Aparato  | Aparato  | Total   | Posición Final   |    |      |       |    |
| ---------------------------------------------------------------------------- | ------- | ------------- | ------------------ | -------- | -------- | ------- | ---------------- | -- | ---- | ----- | -- |
| Atleta                                                                       | Evento  | Chris Centeno | General individual | 9.35     | 11.50    | Total   | Posición Final   | —— | 9.95 | 30.80 | 35 |
| Fabiana Cuneo                                                                | ——      | 9.70          | General individual | 11.50    | ——       | 21.20   | 37               |    |      |       |    |
| Fabiola Díaz                                                                 | 11.65   | 10.80         | General individual | 12.60    | 11.45    | 46.50   | 6                |    |      |       |    |
| Ana Méndez                                                                   | 12.45   | 12.35         | General individual | 12.45    | 11.10    | 48.35   | Medalla de oro   |    |      |       |    |
| Ana Rengifo                                                                  | 11.05   | ——            | General individual | 12.25    | 10.55    |         |                  |    |      |       |    |
| María Zúñiga                                                                 | 11.00   | 10.20         | General individual | 11.50    | 10.40    | 43.10   | 19               |    |      |       |    |
| Chris Centeno Fabiana Cuneo Fabiola Díaz Ana Méndez Ana Rengifo María Zúñiga | Equipos | ————————      | ————————           | ———————— | ———————— | 183.300 | Medalla de plata |    |      |       |    |

Finales
| Atleta        | Evento             | Puntos | Posición       |
| ------------- | ------------------ | ------ | -------------- |
| Fabiola Díaz  | Barras asimétricas | 10.00  | 8              |
| Ana Méndez    | Barras asimétricas | 11.67  | Medalla de oro |
| Ana Méndez    | Salto              | 12.28  | 8              |
| Chris Centeno | Viga de equilibrio | 10.76  | 8              |
| Ana Méndez    | Viga de equilibrio | 11.00  | 5              |

Masculino
| Atleta                                                                                  | Evento  | Aparato       | Aparato            | Aparato  | Aparato  | Aparato  | Aparato  | Total  | Posición Final    |       |       |       |   |
| --------------------------------------------------------------------------------------- | ------- | ------------- | ------------------ | -------- | -------- | -------- | -------- | ------ | ----------------- | ----- | ----- | ----- | - |
| Atleta                                                                                  | Evento  | Daniel Agüero | General individual | 12.00    | 11.55    | 12.20    | 12.00    | Total  | Posición Final    | 14.15 | 13.40 | 75.30 | 5 |
| Jimmy Figueroa                                                                          | 10.60   | 11.15         | General individual | 0.00     | 12.45    | 0.00     | 10.05    | 44.25  | 30                |       |       |       |   |
| Mauricio Gallegos                                                                       | 12.85   | 0.00          | General individual | 12.15    | ——       | 11.95    | 0.00     | 36.95  | 32                |       |       |       |   |
| Edward Gonzales                                                                         | 12.80   | 11.55         | General individual | 12.20    | 13.00    | 13.95    | 12.85    | 76.35  | Medalla de bronce |       |       |       |   |
| Luis Pizarro                                                                            | ——      | 7.10          | General individual | 12.15    | 11.85    | 12.70    | 12.75    | 56.55  | 25                |       |       |       |   |
| Arián Prado                                                                             | 12.50   | 11.60         | General individual | 12.20    | 12.05    | 13.50    | 12.35    | 74.20  | 8                 |       |       |       |   |
| Daniel Agüero Jimmy Figueroa Mauricio Gallegos Edward Gonzales Luis Pizarro Arián Prado | Equipos | ————————      | ————————           | ———————— | ———————— | ———————— | ———————— | 299.90 | Medalla de plata  |       |       |       |   |

Finales
| Atleta            | Evento              | Puntos | Posición       |
| ----------------- | ------------------- | ------ | -------------- |
| Mauricio Gallegos | Anillas             | 10.00  | 8              |
| Edward Gonzales   | Anillas             | 12.67  | 5              |
| Arián Prado       | Barra fija          | 12.46  | 5              |
| Edward Gonzales   | Barras paralelas    | 5.50   | 5              |
| Edward Gonzales   | Caballo con arzones | 11.23  | 6              |
| Arián Prado       | Caballo con arzones | 9.93   | 8              |
| Daniel Agüero     | Salto               | 12.71  | 7              |
| Edward Gonzales   | Salto               | 14.000 | Medalla de oro |
| Daniel Agüero     | Suelo               | 12.77  | 5              |
| Edward Gonzales   | Suelo               | 12.80  | 4              |

### Gimnasia rítmica
Femenino
| Atleta        | Evento | Clasificación | Clasificación | Final        | Final        |
| Atleta        | Evento | Puntos        | Posición      | Puntos       | Posición     |
| ------------- | ------ | ------------- | ------------- | ------------ | ------------ |
| Valeria Cumpa | Aro    | 17.700        | 13            | No clasificó | No clasificó |
| Carmen León   | Aro    | 15.800        | 17            | No clasificó | No clasificó |
| Flavia León   | Aro    | 16.000        | 16            | No clasificó | No clasificó |
| Valeria Cumpa | Cinta  | 14.300        | 16            | No clasificó | No clasificó |
| Flavia León   | Cinta  | 18.700        | 7             | 20.500       | 4            |
| Laura Yapias  | Cinta  | 14.700        | 15            | No clasificó | No clasificó |
| Valeria Cumpa | Mazas  | 18.200        | 13            | No clasificó | No clasificó |
| Carmen León   | Mazas  | 17.200        | 14            | No clasificó | No clasificó |
| Flavia León   | Mazas  | 16.300        | 16            | No clasificó | No clasificó |
| Valeria Cumpa | Pelota | 16.450        | 16            | No clasificó | No clasificó |
| Flavia León   | Pelota | 18.100        | 13            | No clasificó | No clasificó |
| Laura Yapias  | Pelota | 16.600        | 15            | No clasificó | No clasificó |

### Golf
Femenino
| Atleta              | Evento     | Final   | Final   | Final   | Final   | Final | Final    |
| Atleta              | Evento     | Ronda 1 | Ronda 2 | Ronda 3 | Ronda 4 | Total | Posición |
| ------------------- | ---------- | ------- | ------- | ------- | ------- | ----- | -------- |
| Daniela Ballesteros | Individual | 56      | DQF     | DQF     | DQF     | 106   | 16       |
| Aitana Tuesta       | Individual | 79      | 81      | 76      | 74      | 310   | 9        |

Masculino
| Atleta          | Evento     | Final   | Final   | Final   | Final   | Final | Final          |
| Atleta          | Evento     | Ronda 1 | Ronda 2 | Ronda 3 | Ronda 4 | Total | Posición       |
| --------------- | ---------- | ------- | ------- | ------- | ------- | ----- | -------------- |
| Luis Barco      | Individual | 65      | 70      | 70      | 71      | 276   | Medalla de oro |
| Alejandro Ramos | Individual | 75      | 70      | 74      | 72      | 291   | 11             |

Mixto
| Atleta                                                       | Evento        | Final   | Final   | Final   | Final   | Final | Final    |
| Atleta                                                       | Evento        | Ronda 1 | Ronda 2 | Ronda 3 | Ronda 4 | Total | Posición |
| ------------------------------------------------------------ | ------------- | ------- | ------- | ------- | ------- | ----- | -------- |
| Daniela Ballesteros Luis Barco Alejandro Ramos Aitana Tuesta | Equipos mixto | 144     | 295     | 146     | 145     | 586   | 5        |

### Halterofilia
Femenino
| Atleta            | Evento         | Total | Total             |
| Atleta            | Evento         | Total | Posición          |
| ----------------- | -------------- | ----- | ----------------- |
| Anali Saldarriaga | Arranque 49 kg | 63    | Medalla de bronce |
| Shoely Mego       | Arranque 55 kg | 81    | Medalla de bronce |
| Eldi Paredes      | Arranque 64 kg | 87    | 5                 |
| Anali Saldarriaga | Envión 49 kg   | 84    | Medalla de bronce |
| Shoely Mego       | Envión 55 kg   | 107   | Medalla de bronce |
| Eldi Paredes      | Envión 64 kg   | 108   | 4                 |

Masculino
| Atleta            | Evento          | Total | Total             |
| Atleta            | Evento          | Total | Posición          |
| ----------------- | --------------- | ----- | ----------------- |
| Marcos Rojas      | Arranque 61 kg  | 107   | 6                 |
| Luis Bardales     | Arranque 67 kg  | 127   | 4                 |
| Santiago Villegas | Arranque 73 kg  | 123   | 5                 |
| Amel Atencia      | Arranque 96 kg  | 140   | Medalla de bronce |
| Hernán Viera      | Arranque 109 kg | 140   | Medalla de plata  |
| Marcos Rojas      | Envión 61 kg    | 135   | 5                 |
| Luis Bardales     | Envión 67 kg    | 165   | Medalla de bronce |
| Santiago Villegas | Envión 73 kg    | 156   | 5                 |
| Amel Atencia      | Envión 96 kg    | 182   | Medalla de bronce |
| Hernán Viera      | Envión 109 kg   | 200   | Medalla de plata  |

### Judo
Femenino
| Atleta            | Evento | Cuartos de final                                                                                     | Semifinal                                                                                            | Repechaje                                                                                            | Final                                                                                                | Posición Final    |
| Atleta            | Evento | Rival Resultado                                                                                      | Rival Resultado                                                                                      | Rival Resultado                                                                                      | Rival Resultado                                                                                      | Posición Final    |
| ----------------- | ------ | --- | --- | --- | --- | ----------------- |
| Thalía Gamarra    | -48 kg | Luz Peña 11 - 0 Erika Lasso 2 - 1 Nemesis Kiroba 10 - 2 María Giménez 100 - 0                        | Luz Peña 11 - 0 Erika Lasso 2 - 1 Nemesis Kiroba 10 - 2 María Giménez 100 - 0                        | Luz Peña 11 - 0 Erika Lasso 2 - 1 Nemesis Kiroba 10 - 2 María Giménez 100 - 0                        | Luz Peña 11 - 0 Erika Lasso 2 - 1 Nemesis Kiroba 10 - 2 María Giménez 100 - 0                        | Medalla de oro    |
| Noemí Huayhuameza | -52 kg | ——————                                                                                               | Judith González 10 - 0                                                                               | ——————                                                                                               | Fabiola Díaz 0 - 100                                                                                 | Medalla de plata  |
| Marian Flores     | -57 kg | Karen Muñóz 101 - 3                                                                                  | ——————                                                                                               | Kristine Jiménez 1 - 0 Sasha Muñóz 100 - 0                                                           | ——————                                                                                               | Medalla de bronce |
| Ángel Cornejo     | -63 kg | Cindy Mera 0 - 100 Creymarlin Valdez 0 - 100 Allyson Quevedo 0 - 100                                 | Cindy Mera 0 - 100 Creymarlin Valdez 0 - 100 Allyson Quevedo 0 - 100                                 | Cindy Mera 0 - 100 Creymarlin Valdez 0 - 100 Allyson Quevedo 0 - 100                                 | Cindy Mera 0 - 100 Creymarlin Valdez 0 - 100 Allyson Quevedo 0 - 100                                 | 4                 |
| Xsara Morales     | -70 kg | Celinda Corozo 0 - 100 Luisa Bonilla 0 - 100 Josefina Fuentealba 100 - 0                             | Celinda Corozo 0 - 100 Luisa Bonilla 0 - 100 Josefina Fuentealba 100 - 0                             | Celinda Corozo 0 - 100 Luisa Bonilla 0 - 100 Josefina Fuentealba 100 - 0                             | Celinda Corozo 0 - 100 Luisa Bonilla 0 - 100 Josefina Fuentealba 100 - 0                             | Medalla de bronce |
| Camila Figueroa   | -78 kg | Omaira Ramírez 100 - 0 Brenda Olaya 0 - 110 Karen León 0 - 100                                       | Omaira Ramírez 100 - 0 Brenda Olaya 0 - 110 Karen León 0 - 100                                       | Omaira Ramírez 100 - 0 Brenda Olaya 0 - 110 Karen León 0 - 100                                       | Omaira Ramírez 100 - 0 Brenda Olaya 0 - 110 Karen León 0 - 100                                       | Medalla de plata  |
| Yuliana Bolívar   | +78 kg | Catalina Ascencio 100 - 0 Moira Morillo 0 - 100 Brigitte Carabalí 0 - 100 Amarantha Urdaneta 0 - 100 | Catalina Ascencio 100 - 0 Moira Morillo 0 - 100 Brigitte Carabalí 0 - 100 Amarantha Urdaneta 0 - 100 | Catalina Ascencio 100 - 0 Moira Morillo 0 - 100 Brigitte Carabalí 0 - 100 Amarantha Urdaneta 0 - 100 | Catalina Ascencio 100 - 0 Moira Morillo 0 - 100 Brigitte Carabalí 0 - 100 Amarantha Urdaneta 0 - 100 | Medalla de bronce |

Masculino
| Atleta            | Evento  | Cuartos de final                                                    | Semifinal                                                           | Repechaje                                                           | Final                                                               | Posición Final    |
| Atleta            | Evento  | Rival Resultado                                                     | Rival Resultado                                                     | Rival Resultado                                                     | Rival Resultado                                                     | Posición Final    |
| ----------------- | ------- | ------------------------------------------------------------------- | ------------------------------------------------------------------- | ------------------------------------------------------------------- | ------------------------------------------------------------------- | ----------------- |
| Dilmer Calle      | -60 kg  | John Futtinico 1 - 11                                               | ——————                                                              | Mateo Ortíz 100 - 0 Bernabe Vergara 3 - 100                         | ——————                                                              | 4                 |
| Juan Postigos     | -66 kg  | Ezequiel Duarte 100 - 0                                             | Willis García 100 - 0                                               | ——————                                                              | Mateo Ramírez 100 - 0                                               | Medalla de oro    |
| Humberto Wong     | -73 kg  | Sergio Mattey 0 - 10 Juan Vega 10 - 0 Arkangel Barboza 100 - 0      | Sergio Mattey 0 - 10 Juan Vega 10 - 0 Arkangel Barboza 100 - 0      | Sergio Mattey 0 - 10 Juan Vega 10 - 0 Arkangel Barboza 100 - 0      | Sergio Mattey 0 - 10 Juan Vega 10 - 0 Arkangel Barboza 100 - 0      | Medalla de bronce |
| Javier Saavedra   | -81 kg  | Alexander Martínez 0 - 100                                          | ——————                                                              | Jorge Pérez 0 - 100                                                 | ——————                                                              | 4                 |
| Roberto Galarreta | -90 kg  | ——————                                                              | Daniel Paz 0 - 100                                                  | ——————                                                              | ——————                                                              | Medalla de bronce |
| Daryl Yamamoto    | -100 kg | Junior Angulo 100 - 0 Rafael Romo 100 - 0 Alejandro Escobar 100 - 0 | Junior Angulo 100 - 0 Rafael Romo 100 - 0 Alejandro Escobar 100 - 0 | Junior Angulo 100 - 0 Rafael Romo 100 - 0 Alejandro Escobar 100 - 0 | Junior Angulo 100 - 0 Rafael Romo 100 - 0 Alejandro Escobar 100 - 0 | Medalla de oro    |

Mixto
| Atleta | Evento | Fase de grupos             | Final           | Posición Final   |
| Atleta | Evento | Rival Resultado            | Rival Resultado | Posición Final   |
| --- | ------ | -------------------------- | --------------- | ---------------- |
| Yuliana Bolívar Ángel Cornejo Camila Figueroa Roberto Galarreta Thalía Gamarra Noemi Huayhuameza Xsara Morales Juan Postigos Javier Saavedra Humberto Wong Daryl Yamamoto | Mixto  | República Dominicana 4 - 2 | Venezuela 2 - 4 | Medalla de plata |

### Karate
Femenino
| Atleta                                                     | Evento           | Cuartos de final                                                                                      | Semifinal                                                                                             | Repechaje                         | Final                             | Posición Final    |
| Atleta                                                     | Evento           | Rival Resultado                                                                                       | Rival Resultado                                                                                       | Rival Resultado                   | Rival Resultado                   | Posición Final    |
| ---------------------------------------------------------- | ---------------- | --- | --- | --------------------------------- | --------------------------------- | ----------------- |
| Ingrid Aranda                                              | Katas individual | Fase de grupos 23.72 puntos                                                                           | Fase de grupos 23.72 puntos                                                                           | Fase final 23.86 puntos           | Fase final 23.86 puntos           | Medalla de plata  |
| Hiromi Sánchez                                             | -55 kg Kumite    | Fase de grupos Yennifer Servin 1 - 0 Fabiana Cevasco 4 - 0 Yaremi Borzelli 1 - 0 Thalía Terrero 0 - 0 | Fase de grupos Yennifer Servin 1 - 0 Fabiana Cevasco 4 - 0 Yaremi Borzelli 1 - 0 Thalía Terrero 0 - 0 | Fase final Valentina Toro 0 - 1   | Fase final Valentina Toro 0 - 1   | Medalla de bronce |
| Linda Rodríguez                                            | -61 kg Kumite    | Fase de grupos Briza Sandoval 6 - 0 Carolina Videla 8 - 4 Diana Ramírez 1 - 1                         | Fase de grupos Briza Sandoval 6 - 0 Carolina Videla 8 - 4 Diana Ramírez 1 - 1                         | Fase final Claudymar Garcés 0 - 6 | Fase final Claudymar Garcés 0 - 6 | Medalla de bronce |
| Sol Cabrera                                                | -68 kg Kumite    | Fase de grupos Shamoa Borja 4 - 0 Nazira Aponte 4 - 1 Marianth Cuervo 0 - 0                           | Luisa Palencia 0 - 4                                                                                  | ——————                            | ——————                            | Medalla de bronce |
| Gianella Lozano                                            | +68 kg Kumite    | Fase de grupos Pamela Rodríguez 1 - 3 Javiera González 1 - 4 Andrea Ruiz 0 - 3                        | ——————                                                                                                | ——————                            | ——————                            | 7                 |
| Sol Cabrera Gianella Lozano Linda Rodríguez Hiromi Sánchez | Equipos Kumite   | República Dominicana 1 - 1                                                                            | No clasificó                                                                                          | No clasificó                      | No clasificó                      | 8                 |

Masculino
| Atleta                                               | Evento           | Octavos de final | Cuartos de final                                                                                    | Semifinal                   | Repechaje             | Final                 | Posición Final    |
| Atleta                                               | Evento           | Rival Resultado  | Rival Resultado                                                                                     | Rival Resultado             | Rival Resultado       | Rival Resultado       | Posición Final    |
| ---------------------------------------------------- | ---------------- | ---------------- | --------------------------------------------------------------------------------------------------- | --------------------------- | --------------------- | --------------------- | ----------------- |
| Mariano Wong                                         | Katas individual | ——————           | Fase de grupos 23.69 puntos                                                                         | Fase de grupos 23.69 puntos | Repechaje 24.4 puntos | Repechaje 24.4 puntos | Medalla de bronce |
| Amado Escalante                                      | -60 kg Kumite    | ——————           | Fase de grupos Douglas Ayala 0 - 0 Juan Fernández 0 - 1 Roberto Payares 1 - 2 César Riera 7 - 6     | ——————                      | ——————                | ——————                | 4                 |
| Andhi Ávila                                          | -67 kg Kumite    | ——————           | Fase de grupos José Ramírez 3 - 0 Fred Proaño 1 - 3 Tomás Freire 2 - 4                              | ——————                      | ——————                | ——————                | 4                 |
| Juan Ríos                                            | -75 kg Kumite    | ——————           | Fase de grupos Matías Cabrera 6 - 3 Álex Meneses 4 - 1 Matías Rodríguez 1 - 2 Juan Landazuri 0 - 3  | ——————                      | ——————                | ——————                | 4                 |
| Carlos Mendoza                                       | -84 kg Kumite    | ——————           | Fase de grupos Freddy Valera 0 - 3 Anderson Soriano 2 - 1 Jesús Servin 1 - (DNS) José Acevedo 1 - 6 | ——————                      | ——————                | ——————                | 6                 |
| Andhi Ávila Amado Escalante Carlos Mendoza Juan Ríos | Equipos Kumite   | Panamá 8 - 0     | Chile 0 - 2                                                                                         | No clasificó                | No clasificó          | No clasificó          | 5                 |

### Lucha
Femenino
| Atleta          | Evento      | Fase de grupos                                                                                  | Repechaje       | Final           | Posición Final    |
| Atleta          | Evento      | Rival Resultado                                                                                 | Rival Resultado | Rival Resultado | Posición Final    |
| --------------- | ----------- | ----------------------------------------------------------------------------------------------- | --------------- | --------------- | ----------------- |
| Thalía Mallqui  | 50 kg libre | Yorlenis Morán 9 - 6 Jacqueline Mollocana 0 - 10 Laura Rubio 10 - 0 Mariana Rojas 0 (0) - 0 (5) | ———             | ———             | Medalla de bronce |
| Nathaly Herrera | 53 kg libre | Betsabeth Arguello 4 - 14 Lucía Yépez 0 - 4                                                     | ———             | ———             | 6                 |
| Yanet Sovero    | 68 kg libre | Yessica Oviedo 6 - 11 Soleinme Caraballo 6 - 9 Paula Montoya 4 - 0                              | ———             | ———             | Medalla de plata  |
| Diana Cruz      | 76 kg libre | Tatiana Rentería 0 - 6 Génesis Reasco 0 - 11 María Acosta 0 - 10                                | ———             | ———             | 4                 |

Masculino
| Atleta          | Evento      | Fase de grupos                                              | Repechaje                    | Final                                   | Posición Final    |
| Atleta          | Evento      | Rival Resultado                                             | Rival Resultado              | Rival Resultado                         | Posición Final    |
| --------------- | ----------- | ----------------------------------------------------------- | ---------------------------- | --------------------------------------- | ----------------- |
| Joao Benavides  | 60 kg greco | Raiber Rodríguez 7 - 1 Robert Pérez 10 - 4                  | ———                          | Jeremy Peralta 9 - 0 Dicther Toro 1 - 7 | Medalla de plata  |
| Nilton Soto     | 67 kg greco | Julián Horta 0 - 8                                          | No clasificó                 | No clasificó                            | 7                 |
| Ryan Castillo   | 77 kg greco | José Mosquera 3 - 7 Luis Guallpa 6 - 0                      | No clasificó                 | No clasificó                            | 6                 |
| Pool Ambrosio   | 87 kg greco | Luis Avendaño 0 - 8 Carlos Muñóz 2 - 7 Gregory Reasco 5 - 1 | ———                          | ———                                     | Medalla de bronce |
| Enrique Herrera | 57 kg libre | Abraham Juchani 10 - 0 Óscar Tigreros 5 - 7                 | Semifinal Juan Ramírez 9 - 7 | Óscar Tigreros 0 - 10                   | Medalla de plata  |
| Sixto Auccapiña | 65 kg libre | Wilfredo Rodríguez 0 - 11                                   | Elkin España 6 - 0           | No clasificó                            | Medalla de bronce |

### Natación
Femenino
| Atleta                                                                | Evento                          | Eliminatoria | Eliminatoria | Final        | Final             |
| Atleta                                                                | Evento                          | Tiempo       | Posición     | Tiempo       | Posición          |
| --------------------------------------------------------------------- | ------------------------------- | ------------ | ------------ | ------------ | ----------------- |
| Rafaela Fernandini                                                    | 50 metros libre                 | 26.30        | 2            | 25.90        | 4                 |
| Alexia Sotomayor                                                      | 50 metros libre                 | 27.47        | 4            | No clasificó | No clasificó      |
| McKenna De Bever                                                      | 100 metros espalda              | 01:04.20     | 1            | 01:03.73     | Medalla de oro    |
| Alexia Sotomayor                                                      | 100 metros espalda              | 01:04.74     | 2            | 01:04.69     | 5                 |
| Jessica Cattaneo                                                      | 100 metros libre                | 59.98        | 6            | No clasificó | No clasificó      |
| Rafaela Fernandini                                                    | 100 metros libre                | 57.85        | 3            | 57.77        | 5                 |
| Ella León                                                             | 100 metros mariposa             | 01:05.51     | 6            | 01:04.60     | 7                 |
| María Muñoz                                                           | 100 metros mariposa             | DQ           | DQ           | DQ           | DQ                |
| Adriana Buendía                                                       | 100 metros pecho                | 01:17.37     | 5            | No clasificó | No clasificó      |
| McKenna De Bever                                                      | 200 metros combinado individual | 02:21.82     | 1            | 02:18.47     | Medalla de oro    |
| Ella León                                                             | 200 metros combinado individual | 02:28.41     | 3            | 02:26.96     | 5                 |
| Alexia Sotomayor                                                      | 200 metros espalda              | 02:19.26     | 1            | 02:17.91     | Medalla de plata  |
| Micaela Bernales                                                      | 200 metros libre                | 02:08.68     | 4            | 02:10.24     | 7                 |
| Jessica Cattaneo                                                      | 200 metros libre                | 02:09.59     | 5            | No clasificó | No clasificó      |
| María Muñoz                                                           | 200 metros mariposa             | ————         | ————         | 02:16.41     | Medalla de plata  |
| Yasmín Silva                                                          | 200 metros mariposa             | ————         | ————         | 02:21.68     | 5                 |
| Adriana Buendía                                                       | 200 metros pecho                | 02:43.02     | 3            | No clasificó | No clasificó      |
| Ella León                                                             | 400 metros combinado individual | ————         | ————         | 05:12.97     | 5                 |
| María Muñoz                                                           | 400 metros combinado individual | ————         | ————         | 04:57.35     | Medalla de oro    |
| Alejandra Gonzales                                                    | 400 metros libre                | ————         | ————         | 04:35.14     | 7                 |
| Sophia Ribeiro                                                        | 400 metros libre                | ————         | ————         | 04:25.56     | 4                 |
| Alejandra Gonzales                                                    | 800 metros libre                | ————         | ————         | 09:32.93     | 6                 |
| Sophia Ribeiro                                                        | 800 metros libre                | ————         | ————         | 09:06.20     | Medalla de bronce |
| Sophia Ribeiro                                                        | 1500 metros libre               | ————         | ————         | 17:29.03     | Medalla de bronce |
| Adriana Buendía Rafaela Fernandini María Muñóz Alexia Sotomayor       | Relevo 4x100 metros combinado   | ————         | ————         | 04:23.21     | Medalla de bronce |
| Micaela Bernales McKenna De Bever Jessica Cattaneo Rafaela Fernandini | Relevo 4x100 metros libre       | ————         | ————         | 03:53.02     | Medalla de plata  |
| Jessica Cattaneo McKenna De Bever Sophia Ribeiro                      | Relevo 4x200 metros relevos     | ————         | ————         | 08:29.75     | Medalla de plata  |

Masculino
| Atleta                                                        | Evento                          | Eliminatoria | Eliminatoria | Final        | Final             |
| Atleta                                                        | Evento                          | Tiempo       | Posición     | Tiempo       | Posición          |
| ------------------------------------------------------------- | ------------------------------- | ------------ | ------------ | ------------ | ----------------- |
| Ricardo Espinosa                                              | 50 metros libre                 | 24.27        | 5            | No clasificó | No clasificó      |
| Miguel Zavaleta                                               | 50 metros libre                 | 24.09        | 4            | No clasificó | No clasificó      |
| Diego Balbi                                                   | 100 metros espalda              | 59.06        | 4            | 59.51        | 7                 |
| Carlos Cobos                                                  | 100 metros espalda              | 59.02        | 2            | 57.78        | 4                 |
| Ricardo Espinosa                                              | 100 metros libre                | 52.95        | 4            | No clasificó | No clasificó      |
| Miguel Zavaleta                                               | 100 metros libre                | 52.00        | 5            | No clasificó | No clasificó      |
| Diego Balbi                                                   | 100 metros mariposa             | 55.60        | 4            | No clasificó | No clasificó      |
| Anthony Puertas                                               | 100 metros mariposa             | 55.15        | 3            | 55.51        | 8                 |
| Marcelo Rojas                                                 | 100 metros pecho                | 01:08.61     | 5            | No clasificó | No clasificó      |
| Diego Balbi                                                   | 200 metros combinado individual | 02:13.47     | 5            | No clasificó | No clasificó      |
| Marcelo Rojas                                                 | 200 metros combinado individual | 02:12.61     | 6            | No clasificó | No clasificó      |
| Carlos Cobos                                                  | 200 metros espalda              | 02:06.85     | 2            | 02:04.43     | 4                 |
| Alonso Castro                                                 | 200 metros libre                | 01:59.55     | 5            | No clasificó | No clasificó      |
| Joaquín Vargas                                                | 200 metros libre                | 01:54.02     | 3            | 01:50.59     | Medalla de bronce |
| Adrián Paseta                                                 | 200 metros mariposa             | ————         | ————         | 02:04.85     | 7                 |
| Anthony Puertas                                               | 200 metros mariposa             | ————         | ————         | 02:04.71     | 6                 |
| Marcelo Rojas                                                 | 400 metros combinado individual | ————         | ————         | 04:49.06     | 7                 |
| Alonso Castro                                                 | 400 metros libre                | ————         | ————         | 04:14.44     | 7                 |
| Joaquín Vargas                                                | 400 metros libre                | ————         | ————         | 03:54.86     | 4                 |
| Vasco Asparria                                                | 800 metros libre                | ————         | ————         | 08:39.55     | 7                 |
| Sergio Saldamando                                             | 800 metros libre                | ————         | ————         | 08:48.91     | 9                 |
| Vasco Asparria                                                | 1500 metros libre               | ————         | ————         | 16:59.49     | 7                 |
| Sergio Saldamando                                             | 1500 metros libre               | ————         | ————         | 16:50.79     | 6                 |
| Diego Balbi Carlos Cobos Marcelo Rojas Joaquín Vargas         | Relevo 4x100 metros combinado   | ————         | ————         | 03:53.11     | 5                 |
| Alonso Castro Ricardo Espinosa Joaquín Vargas Miguel Zavaleta | Relevo 4x100 metros libre       | ————         | ————         | 03:28.95     | 5                 |
| Vasco Asparria Alonso Castro Ricardo Espinosa Joaquín Vargas  | Relevo 4x200 metros             | ————         | ————         | 07:42.17     | 4                 |

Mixto
| Atleta                                                             | Evento                        | Final    | Final             |
| Atleta                                                             | Evento                        | Tiempo   | Posición          |
| ------------------------------------------------------------------ | ----------------------------- | -------- | ----------------- |
| Diego Balbi Micaela Bernales Marcelo Rojas Alexia Sotomayor        | Relevo 4x100 metros combinado | 04:07.56 | 6                 |
| McKenna De Bever Rafaela Fernandini Joaquín Vargas Miguel Zavaleta | Relevo 4x100 metros libre     | 03:38.32 | Medalla de bronce |

### Natación artística
| Equipo | Evento                 | Rutina Técnica | Rutina Técnica | Rutina Libre | Rutina Libre | Total    | Posición Final    |
| Equipo | Evento                 | Puntos         | Posición       | Puntos       | Posición     | Total    | Posición Final    |
| --- | ---------------------- | -------------- | -------------- | ------------ | ------------ | -------- | ----------------- |
| María Ccoyllo Yamile Carrasco | Dueto femenino         | 71.244         | 3              | 70.900       | 3            | 142.1440 | Medalla de bronce |
| Álvaro Arones Sandy Quiroz | Dueto mixto            | 72.604         | 2              | 74.000       | 2            | 146.6040 | Medalla de plata  |
| Yamile Carrasco María Ccoyllo Ariana Coronado Mariafe Coronado Camila Fernández Lia Luna Angie Paredes Tania Patiño Adriana Toulier | Rutina libre combinada | 70.524         | 3              | 73.400       | 3            | 143.9240 | Medalla de bronce |

### Natación en aguas abiertas
Femenino
| Atleta         | Evento       | Tiempo      | Posición       |
| -------------- | ------------ | ----------- | -------------- |
| María Bramont  | 5000 metros  | 1h 01:37.32 | Medalla de oro |
| Fanny Ccollcca | 5000 metros  | 1h 04:50.39 | 6              |
| María Bramont  | 10000 metros | 2h 05:05.95 | Medalla de oro |
| Fanny Ccollcca | 10000 metros | 2h 11:13.27 | 5              |

Masculino
| Atleta         | Evento       | Tiempo      | Posición |
| -------------- | ------------ | ----------- | -------- |
| Mauricio Pinto | 5000 metros  | 1h 03:49.22 | 8        |
| Rodrigo Ruiz   | 5000 metros  | 1h 03:57.78 | 9        |
| Mauricio Pinto | 10000 metros | 2h 11:29.64 | 7        |
| Rodrigo Ruiz   | 10000 metros | 2h 15:54.33 | 9        |

### Patinaje
Masculino
| Atleta           | Evento                        | Final  | Final    |
| Atleta           | Evento                        | Tiempo | Posición |
| ---------------- | ----------------------------- | ------ | -------- |
| Bernardo Timoteo | 200 metros (meta contra meta) | 18.833 | 10       |
| Italo Sáenz      | 10000 metros eliminación      |        | 10       |
| Bernard Timoteo  | 10000 metros eliminación      |        | 13       |

### Remo
Femenino
| Atleta                                                           | Evento | Final    | Final             |
| Atleta                                                           | Evento | Tiempo   | Posición          |
| ---------------------------------------------------------------- | ------ | -------- | ----------------- |
| Valeria Palacios                                                 | LW1x   | 03:59.85 | Medalla de plata  |
| Alessia Palacios Valeria Palacios                                | LW2x   | 03:52.29 | Medalla de oro    |
| Pamela Noya                                                      | W1x    | 04:04.54 | Medalla de bronce |
| Pamela Noya Adriana Sanguineti                                   | W2x    | 03:47.06 | Medalla de plata  |
| Pamela Noya Alessia Palacios Valeria Palacios Adriana Sanguineti | W4x    | 03:20.78 | Medalla de bronce |
| Carla Morales Pamela Noya Alessia Palacios Valeria Palacios      | 4LWx   | 03:26.73 | Medalla de bronce |

Masculino
| Atleta                                                                     | Evento | Final    | Final             |
| Atleta                                                                     | Evento | Tiempo   | Posición          |
| -------------------------------------------------------------------------- | ------ | -------- | ----------------- |
| Gerónimo Hamann                                                            | LM1x   | 03:44.81 | Medalla de bronce |
| Gustavo Salcedo                                                            | M1x    | 03:47.20 | Medalla de bronce |
| César Cipriani Andrés Sandoval                                             | LM2x   | 03:20.37 | Medalla de bronce |
| Gianfranco Coletti Vincenzo Sanguineti                                     | M2x    | 03:21.10 | 4                 |
| Gianfranco Coletti Manuel Del Castillo Gustavo Salcedo Vincenzo Sanguineti | M4x    | 03:04.33 | 4                 |
| César Cipriani Geronimo Hamann Giacomo Ricci Andrés Sandoval               | 4LMx   | 03:00.78 | 4                 |

Mixto
| Atleta                                                          | Evento | Final    | Final             |
| Atleta                                                          | Evento | Tiempo   | Posición          |
| --------------------------------------------------------------- | ------ | -------- | ----------------- |
| César Cipriani Andrés Sandoval Raphaela Sánchez Luciana Zegarra | X4x    | 03:24.88 | Medalla de bronce |

### Sóftbol
Femenino
| Equipo | Evento          | Fase de grupos             | Fase de grupos | Playoffs        | Finales                    | Posición Final    |
| Equipo | Evento          | Rival Resultado            | Posición       | Rival Resultado | Rival Resultado            | Posición Final    |
| --- | --------------- | -------------------------- | -------------- | --------------- | -------------------------- | ----------------- |
| Selena Aponte Brunella Beteta Mariafe Bouchon Akemy Gonzales Kiana Kadena Jimena Kunigami Alessandra La Puente Allison Morales María Pizarro Itati Susano Frances Tenya Alessandra Teruya Thais Uyema Giovannah Webb Adriana Yamakawa | Torneo femenino | Guatemala 7 - 0            | 1              | Colombia 5 - 8  | República Dominicana 5 - 9 | Medalla de bronce |
| Selena Aponte Brunella Beteta Mariafe Bouchon Akemy Gonzales Kiana Kadena Jimena Kunigami Alessandra La Puente Allison Morales María Pizarro Itati Susano Frances Tenya Alessandra Teruya Thais Uyema Giovannah Webb Adriana Yamakawa | Torneo femenino | Colombia 3 - 0             | 1              | Colombia 5 - 8  | República Dominicana 5 - 9 | Medalla de bronce |
| Selena Aponte Brunella Beteta Mariafe Bouchon Akemy Gonzales Kiana Kadena Jimena Kunigami Alessandra La Puente Allison Morales María Pizarro Itati Susano Frances Tenya Alessandra Teruya Thais Uyema Giovannah Webb Adriana Yamakawa | Torneo femenino | Panamá 9 - 2               | 1              | Colombia 5 - 8  | República Dominicana 5 - 9 | Medalla de bronce |
| Selena Aponte Brunella Beteta Mariafe Bouchon Akemy Gonzales Kiana Kadena Jimena Kunigami Alessandra La Puente Allison Morales María Pizarro Itati Susano Frances Tenya Alessandra Teruya Thais Uyema Giovannah Webb Adriana Yamakawa | Torneo femenino | Venezuela 2 - 1            | 1              | Colombia 5 - 8  | República Dominicana 5 - 9 | Medalla de bronce |
| Selena Aponte Brunella Beteta Mariafe Bouchon Akemy Gonzales Kiana Kadena Jimena Kunigami Alessandra La Puente Allison Morales María Pizarro Itati Susano Frances Tenya Alessandra Teruya Thais Uyema Giovannah Webb Adriana Yamakawa | Torneo femenino | República Dominicana 5 - 4 | 1              | Colombia 5 - 8  | República Dominicana 5 - 9 | Medalla de bronce |
| Selena Aponte Brunella Beteta Mariafe Bouchon Akemy Gonzales Kiana Kadena Jimena Kunigami Alessandra La Puente Allison Morales María Pizarro Itati Susano Frances Tenya Alessandra Teruya Thais Uyema Giovannah Webb Adriana Yamakawa | Torneo femenino | Bolivia 9 - 2              | 1              | Colombia 5 - 8  | República Dominicana 5 - 9 | Medalla de bronce |

### Squash
Femenino
| Atleta                                             | Evento     | Octavos de final     | Cuartos de final     | Semifinal       | Final           | Posición Final |
| Atleta                                             | Evento     | Rival Resultado      | Rival Resultado      | Rival Resultado | Rival Resultado | Posición Final |
| -------------------------------------------------- | ---------- | -------------------- | -------------------- | --------------- | --------------- | -------------- |
| Luciana Castillo                                   | Individual | Rafaela Albuja 0 - 3 | No clasificó         | No clasificó    | No clasificó    | No clasificó   |
| Ximena Rodríguez                                   | Individual | Libsy Cardona 3 - 2  | Lucía Bautista 0 - 3 | No clasificó    | No clasificó    | No clasificó   |
| Luciana Castillo Ximena Rodríguez                  | Dobles     | —————                | Guatemala 0 - 2      | No clasificó    | No clasificó    | No clasificó   |
| Luciana Castillo Ximena Rodríguez Alejandra Zavala | Equipos    | —————                | Bolivia 2 - 0        | Chile 1 - 2     | No clasificó    | No clasificó   |

Masculino
| Atleta                                                  | Evento     | Octavos de final            | Cuartos de final      | Semifinal       | Final           | Posición Final   |
| Atleta                                                  | Evento     | Rival Resultado             | Rival Resultado       | Rival Resultado | Rival Resultado | Posición Final   |
| ------------------------------------------------------- | ---------- | --------------------------- | --------------------- | --------------- | --------------- | ---------------- |
| Alonso Escudero                                         | Individual | Alejandro Figuera 3 - 0     | Junior Enríquez 1 - 3 | No clasificó    | No clasificó    | No clasificó     |
| Rafael Gálvez                                           | Individual | Francesco Marcantonio 0 - 3 | No clasificó          | No clasificó    | No clasificó    | No clasificó     |
| Diego Elías Alonso Escudero                             | Dobles     | —————                       | —————                 | Ecuador 2 - 0   | Colombia 1 - 2  | Medalla de plata |
| Diego Elías Alonso Escudero Rafael Gálvez Álvaro GarcÍa | Equipos    | —————                       | Venezuela 3 - 0       | Guatemala 2 - 0 | Colombia 0 - 2  | Medalla de plata |

Mixto
| Atleta                         | Evento        | Cuartos de final | Semifinal       | Final           |
| Atleta                         | Evento        | Rival Resultado  | Rival Resultado | Rival Resultado |
| ------------------------------ | ------------- | ---------------- | --------------- | --------------- |
| Luciana Castillo Rafael Gálvez | Dobles mixtos | Ecuador 1 - 2    | No clasificó    | No clasificó    |

### Taekwondo
Femenino
| Atleta            | Evento             | Cuartos de final      | Semifinal       | Final           | Posición Final   |
| Atleta            | Evento             | Rival Resultado       | Rival Resultado | Rival Resultado | Posición Final   |
| ----------------- | ------------------ | --------------------- | --------------- | --------------- | ---------------- |
| Alessandra Suárez | -49 kg             | Virginia Dellan 0 - 2 | No clasificó    | No clasificó    | No clasificó     |
| Camila Cáceres    | 49-57 kg           | Alba Gómez 0 - 2      | No clasificó    | No clasificó    | No clasificó     |
| Eliana Vásquez    | 57-67 kg           | Mell Mina 0 - 2       | No clasificó    | No clasificó    | No clasificó     |
| Gabriela Castillo | Poomsae individual | ——————                | ——————          | Puntosː 7.14    | Medalla de plata |

Masculino
| Atleta            | Evento             | Cuartos de final       | Semifinal             | Final           | Posición Final    |
| Atleta            | Evento             | Rival Resultado        | Rival Resultado       | Rival Resultado | Posición Final    |
| ----------------- | ------------------ | ---------------------- | --------------------- | --------------- | ----------------- |
| Raymiguel Barreto | -58 kg             | Sebastián Robles 2 - 1 | Jefferson Ochoa 0 - 2 | No clasificó    | Medalla de bronce |
| Braulio León      | 58-68 kg           | José Nieto 0 - 2       | No clasificó          | No clasificó    | No clasificó      |
| Hassani Andrade   | 68-80 kg           | Pedro Martínez 1 - 2   | No clasificó          | No clasificó    | No clasificó      |
| Hugo Del Castillo | Poomsae individual | ——————                 | ——————                | Puntosː 7.50    | Medalla de oro    |

Mixto
| Atleta                                                                          | Evento                       | Puntos | Posición          |
| ------------------------------------------------------------------------------- | ---------------------------- | ------ | ----------------- |
| Carmela De La Barra Hugo Del Castillo Gabriela Castillo Caleb Pandal Luis Sacha | Poomsae estilo libre equipos | 6.93   | Medalla de bronce |
| Carmela De La Barra Luis Sacha                                                  | Poomsae parejas              | 7.235  | Medalla de plata  |

### Tenis
Femenino
| Atleta                             | Evento  | Octavos de final     | Cuartos de final | Semifinal       | Final           |
| Atleta                             | Evento  | Rival Resultado      | Rival Resultado  | Rival Resultado | Rival Resultado |
| ---------------------------------- | ------- | -------------------- | ---------------- | --------------- | --------------- |
| Romina Ccuno                       | Singles | Daniela Rivera 0 - 2 | No clasificó     | No clasificó    | No clasificó    |
| Camila Soares                      | Singles | Vanesa Suárez 1 - 2  | No clasificó     | No clasificó    | No clasificó    |
| Anastasia Iamachkine Camila Soares | Dobles  | Venezuela DNS - 0    | No clasificó     | No clasificó    | No clasificó    |

Masculino
| Atleta                       | Evento  | Octavos de final          | Cuartos de final      | Semifinal       | Final           | Posición Final    |
| Atleta                       | Evento  | Rival Resultado           | Rival Resultado       | Rival Resultado | Rival Resultado | Posición Final    |
| ---------------------------- | ------- | ------------------------- | --------------------- | --------------- | --------------- | ----------------- |
| Conner Huertas               | Singles | ——————                    | Diego Fernández 1 - 2 | No clasificó    | No clasificó    | No clasificó      |
| Jorge Panta                  | Singles | Ricardo Rodríguez 0 - DNS | Matías Soto 1 - 2     | No clasificó    | No clasificó    | No clasificó      |
| Sergio Galdós Conner Huertas | Dobles  | ——————                    | ——————                | Chile 1 - 2     | Panamá 2 - 0    | Medalla de bronce |

Mixto
| Atleta                             | Evento       | Cuartos de final | Semifinal        | Final           | Posición Final |
| Atleta                             | Evento       | Rival Resultado  | Rival Resultado  | Rival Resultado | Posición Final |
| ---------------------------------- | ------------ | ---------------- | ---------------- | --------------- | -------------- |
| Sergio Galdós Anastasia Iamachkine | Dobles mixto | Chile 2 - 0      | Colombia 0 - DNS | Venezuela 0 - 2 | 4              |

### Tenis de mesa
Femenino
| Atleta                                                     | Evento     | Grupos                                                         | Octavos de final           | Cuartos de final | Semifinal       | Final           | Posición Final |              |
| Atleta                                                     | Evento     | Rival Resultado                                                | Rival Resultado            | Rival Resultado  | Rival Resultado | Rival Resultado | Posición Final |              |
| ---------------------------------------------------------- | ---------- | -------------------------------------------------------------- | -------------------------- | ---------------- | --------------- | --------------- | -------------- | ------------ |
| Isabel Duffoo                                              | Individual | Cristina Gómez 3 - 2 Nathaly Paredes 0 - 3 Lucero Ovelar 0 - 3 | No clasificó               | No clasificó     | No clasificó    | No clasificó    | No clasificó   |              |
| María Maldonado                                            | Individual | Daniela Ortega 0 - 3 Cristina Machado 2 - 3                    | No clasificó               | No clasificó     | No clasificó    | No clasificó    | No clasificó   |              |
| Alejandra Prieto                                           | Individual | Judith Morales 0 - 3 Isaleym Cárdenas 1 - 3                    | No clasificó               | No clasificó     | No clasificó    | No clasificó    | No clasificó   |              |
| Cecilia Zea                                                | Individual | Cory Tellez 1 - 3 Milena Plaza 3 - 2 Sofía Nahir 3 - 2         | Roxy González 1 - 3        | No clasificó     | No clasificó    | No clasificó    | No clasificó   |              |
| Isabel Duffoo María Maldonado                              | Dobles     | ——————                                                         | ——————                     | Venezuela 2 - 3  | No clasificó    | No clasificó    | No clasificó   |              |
| Alejandra Prieto Cecilia Zea                               | Dobles     | ——————                                                         | República Dominicana 0 - 3 | No clasificó     | No clasificó    | No clasificó    | No clasificó   | No clasificó |
| Isabel Duffoo María Maldonado Alejandra Prieto Cecilia Zea | Equipos    | Venezuela 1 - 3 Colombia 2 - 3 El Salvador 1 - 3               | No clasificó               | No clasificó     | No clasificó    | No clasificó    | No clasificó   |              |

Masculino
| Atleta                                                        | Evento     | Grupos                                                          | Octavos de final    | Cuartos de final | Semifinal                  | Final           | Posición Final    |
| Atleta                                                        | Evento     | Rival Resultado                                                 | Rival Resultado     | Rival Resultado  | Rival Resultado            | Rival Resultado | Posición Final    |
| ------------------------------------------------------------- | ---------- | --------------------------------------------------------------- | ------------------- | ---------------- | -------------------------- | --------------- | ----------------- |
| Felipe Duffoo                                                 | Individual | Camilo González 3 - 2 Jorge Miño 0 - 3 Jorge Terrazas 3 - 0     | Gustavo Gómez 3 - 4 | No clasificó     | No clasificó               | No clasificó    | No clasificó      |
| Carlos Fernández                                              | Individual | Jonhatan Pino 3 - 1 Job Quezada 3 - 0 Álex Otalvaro 1 - 3       | Luis Vanegas 1 - 4  | No clasificó     | No clasificó               | No clasificó    | No clasificó      |
| Rodrigo Hidalgo                                               | Individual | Raymundo Medina 3 - 2 Nicolás Burgos 1 - 3 Jiaji Wu Zhang 0 - 3 | No clasificó        | No clasificó     | No clasificó               | No clasificó    | No clasificó      |
| Adrián Rubiños                                                | Individual | Gustavo Gómez 1 - 3 Santiago Montes 3 - 2 Samuel Gálvez 2 - 3   | No clasificó        | No clasificó     | No clasificó               | No clasificó    | No clasificó      |
| Felipe Duffoo Adrián Rubiños                                  | Dobles     | ——————                                                          | Bolivia 3 - 0       | Colombia 2 - 3   | No clasificó               | No clasificó    | No clasificó      |
| Carlos Fernández Rodrigo Hidalgo                              | Dobles     | ——————                                                          | Colombia 3 - 1      | Venezuela 3 - 2  | Ecuador 1 - 3              | No clasificó    | Medalla de bronce |
| Felipe Duffoo Carlos Fernández Rodrigo Hidalgo Adrián Rubiños | Equipos    | Bolivia 3 - 0 Chile 0 - 3 El Salvador 3 - 0                     | ——————              | ——————           | República Dominicana 1 - 3 | No clasificó    | Medalla de bronce |

Mixto
| Atleta                           | Evento | Dieciseisavos de final     | Octavos de final | Cuartos de final | Semifinal       | Final           | Posición Final    |
| Atleta                           | Evento | Rival Resultado            | Rival Resultado  | Rival Resultado  | Rival Resultado | Rival Resultado | Posición Final    |
| -------------------------------- | ------ | -------------------------- | ---------------- | ---------------- | --------------- | --------------- | ----------------- |
| Felipe Duffoo Isabel Duffoo      | Dobles | ——————                     | Chile 3 - 1      | Ecuador 3 - 2    | Chile 2 - 3     | No clasificó    | Medalla de bronce |
| Carlos Fernández María Maldonado | Dobles | Colombia 2 - 3             | No clasificó     | No clasificó     | No clasificó    | No clasificó    | No clasificó      |
| Rodrigo Hidalgo Alejandra Prieto | Dobles | El Salvador 2 - 3          | No clasificó     | No clasificó     | No clasificó    | No clasificó    | No clasificó      |
| Adrián Rubiños Cecilia Zea       | Dobles | República Dominicana 2 - 3 | No clasificó     | No clasificó     | No clasificó    | No clasificó    | No clasificó      |

### Tiro con arco
Femenino
| Atleta                                                 | Evento                | Clasificatoria | Dieciseisavos de final   | Octavos de final           | Cuartos de final    | Semifinal              | Final                                 | Posición final    |
| Atleta                                                 | Evento                | Puntos         | Rival Resultado          | Rival Resultado            | Rival Resultado     | Rival Resultado        | Rival Resultado                       | Posición final    |
| ------------------------------------------------------ | --------------------- | -------------- | ------------------------ | -------------------------- | ------------------- | ---------------------- | ------------------------------------- | ----------------- |
| Beatriz Aliaga                                         | Compuesto individual  | 636            | Camilas Celis 129 - 132  | No clasificó               | No clasificó        | No clasificó           | No clasificó                          | No clasificó      |
| Valeria Canevaro                                       | Compuesto individual  | 667            | ——————                   | Camila Alvarenga 136 - 139 | No clasificó        | No clasificó           | No clasificó                          | No clasificó      |
| Violeta Escobedo                                       | Compuesto individual  | 638            | Luzmary Guedez 135 - 134 | María Suárez 130 - 144     | No clasificó        | No clasificó           | No clasificó                          | No clasificó      |
| Mariana Buendía                                        | Recurvo individual    | 563            | ——————                   | Daniela Chacón 7 - 3       | Mayte Paredes 6 - 5 | Javiera Andrades 3 - 7 | Medalla de bronce Valeria Yépez 2 - 6 | 4                 |
| Gianella Hermoza                                       | Recurvo individual    | 535            | ——————                   | Mayra Méndez 6 - 4         | Valeria Yépez 0 - 6 | No clasificó           | No clasificó                          | No clasificó      |
| Alexandra Zavala                                       | Recurvo individual    | 499            | Mayte Paredes 3 - 7      | No clasificó               | No clasificó        | No clasificó           | No clasificó                          | No clasificó      |
| Beatriz Aliaga Valeria Canevaro Violeta Jesús Escobedo | Compuesto por equipos | ————————————   | ————————————             | ————————————               | Ecuador 213 - 212   | Colombia 213 - 230     | Venezuela 203 - 214                   | 4                 |
| Gianella Hermoza Mariana Illescas Alexandra Zavala     | Recurvo por equipos   | ————————————   | ————————————             | ————————————               | ————————————        | Colombia 0 - 6         | Venezuela 6 - 2                       | Medalla de bronce |

Masculino
| Atleta                                             | Evento                | Clasificatoria | Dieciseisavos de final            | Octavos de final          | Cuartos de final           | Semifinal       | Final           | Posición final |
| Atleta                                             | Evento                | Puntos         | Rival Resultado                   | Rival Resultado           | Rival Resultado            | Rival Resultado | Rival Resultado | Posición final |
| -------------------------------------------------- | --------------------- | -------------- | --------------------------------- | ------------------------- | -------------------------- | --------------- | --------------- | -------------- |
| Ángel Bueno                                        | Compuesto individual  | 683            | Juan Abad 145 - 141               | Mateo Rodríguez 140 - 142 | No clasificó               | No clasificó    | No clasificó    | No clasificó   |
| Nicolás Carrasco                                   | Compuesto individual  | 661            | Mario Bergés 135 - 144            | No clasificó              | No clasificó               | No clasificó    | No clasificó    | No clasificó   |
| Marcos Rey                                         | Compuesto individual  | 658            | Alejandro Arriagada 141 (1) - 141 | Miguel Véliz 142 - 146    | No clasificó               | No clasificó    | No clasificó    | No clasificó   |
| Diego Fernández                                    | Recurvo individual    | 584            | Santiago Prado 3 - 7              | No clasificó              | No clasificó               | No clasificó    | No clasificó    | No clasificó   |
| Bruno López                                        | Recurvo individual    | 600            | Gabriel Bermúdez 3 - 7            | No clasificó              | No clasificó               | No clasificó    | No clasificó    | No clasificó   |
| Santiago Prado                                     | Recurvo individual    | 581            | Diego Fernández 7 - 3             | Jorge Enríquez 3 - 7      | No clasificó               | No clasificó    | No clasificó    | No clasificó   |
| Ángel Bueno Nicolás Carrasco Marcos Rey            | Compuesto por equipos | ————————————   | ————————————                      | ————————————              | El Salvador 224 - 233      | No clasificó    | No clasificó    | No clasificó   |
| Gianella Hermoza Mariana Illescas Alexandra Zavala | Recurvo por equipos   | ————————————   | ————————————                      | ————————————              | República Dominicana 6 - 0 | Colombia 2 - 6  | Chile 0 - 6     | 4              |

Mixto
| Atleta                          | Evento          | Octavos de final | Cuartos de final  | Semifinal       | Final           | Posición final |
| Atleta                          | Evento          | Rival Resultado  | Rival Resultado   | Rival Resultado | Rival Resultado | Posición final |
| ------------------------------- | --------------- | ---------------- | ----------------- | --------------- | --------------- | -------------- |
| Beatriz Aliaga Ángel Bueno      | Compuesto mixto | ————————         | Ecuador 146 - 148 | No clasificó    | No clasificó    | No clasificó   |
| Mariana Illescas Santiago Prado | Recurvo mixto   | Bolivia 6 - 2    | Colombia 0 - 6    | No clasificó    | No clasificó    | No clasificó   |

### Tiro deportivo
Femenino
| Atleta             | Evento                          | Clasificación | Clasificación | Semifinal    | Semifinal    | Final             | Final             |
| Atleta             | Evento                          | Puntos        | Posición      | Puntos       | Posición     | Puntos            | Posición          |
| ------------------ | ------------------------------- | ------------- | ------------- | ------------ | ------------ | ----------------- | ----------------- |
| Annia Becerra      | Pistola de aire 10 metros       | 556           | 7             | 244          | 2            | Medalla de bronce | Medalla de bronce |
| Brianda Rivera     | Pistola de aire 10 metros       | 559           | 4             | 190          | 6            | No clasificó      | No clasificó      |
| Leslie Alarcón     | Pistola 25 metros               | 561           | 4             | 6            | 3            | No clasificó      | No clasificó      |
| Brianda Rivera     | Pistola 25 metros               | 555           | 7             | 9            | 2            | 14                | Medalla de oro    |
| Alexia Arenas      | Rifle de aire 10 metros         | 605.8         | 9             | No clasificó | No clasificó | No clasificó      | No clasificó      |
| Lucía Cruz         | Rifle de aire 10 metros         | 613.0         | 4             | 251.3        | 4            | No clasificó      | No clasificó      |
| Alexia Arenas      | Rifle tres posiciones 50 metros | 564.0         | 6             | 383.3        | 3            | Medalla de bronce | Medalla de bronce |
| Lucía Cruz         | Rifle tres posiciones 50 metros | 569.0         | 2             | 332.9        | 6            | No clasificó      | No clasificó      |
| Daniella Borda     | Skeet                           | 106           | 1             | ——           | ——           | 26                | Medalla de oro    |
| Valentina Porcella | Trap                            | 43            | 4             | 37           | 3            | 16                | Medalla de bronce |

Masculino
| Atleta              | Evento                          | Clasificación | Clasificación | Semifinal    | Semifinal    | Final             | Final             |
| Atleta              | Evento                          | Puntos        | Posición      | Puntos       | Posición     | Puntos            | Posición          |
| ------------------- | ------------------------------- | ------------- | ------------- | ------------ | ------------ | ----------------- | ----------------- |
| Marko Carrillo      | Pistola de aire 10 metros       | 572.0         | 1             | 239.9        | 2            | Medalla de bronce | Medalla de bronce |
| José Ullilen        | Pistola de aire 10 metros       | 551.0         | 13            | No clasificó | No clasificó | No clasificó      | No clasificó      |
| Kevin Altamirano    | Pistola tiro rápido 25 metros   | 288           | 2             | 11.0         | 1            | 24.0              | Medalla de plata  |
| Marko Carrillo      | Pistola tiro rápido 25 metros   | 282           | 3             | 12.0         | 1            | 25.0              | Medalla de oro    |
| Cristian Morales    | Rifle de aire 10 metros         | 615.4         | 4             | 255.0        | 1            | 6.0               | Medalla de plata  |
| Daniel Vizcarra     | Rifle de aire 10 metros         | 615.0         | 5             | 146.2        | 8            | No clasificó      | No clasificó      |
| Cristian Morales    | Rifle tres posiciones 50 metros | 571.0         | 1             | 387.5        | 2            | 16.0              | Medalla de oro    |
| Daniel Vizcarra     | Rifle tres posiciones 50 metros | 566.0         | 3             | 332.7        | 5            | No clasificó      | No clasificó      |
| Nicolás Giha        | Skeet                           | 62            | 7             | No clasificó | No clasificó | No clasificó      | No clasificó      |
| Nicolás Pacheco     | Skeet                           | 68            | 1             | 24           | 3            | No clasificó      | No clasificó      |
| Francisco Boza      | Trap                            | 61            | 3             | No clasificó | No clasificó | No clasificó      | No clasificó      |
| Alessandro De Souza | Trap                            | 65            | 1             | 21           | 1            | 19                | Medalla de bronce |

Mixto
| Atleta                         | Evento                  | Clasificación | Clasificación | Semifinal                                            | Semifinal                                            | Final                                                | Final                                                |
| Atleta                         | Evento                  | Puntos        | Posición      | Puntos                                               | Posición                                             | Puntos                                               | Posición                                             |
| ------------------------------ | ----------------------- | ------------- | ------------- | ---------------------------------------------------- | ---------------------------------------------------- | ---------------------------------------------------- | ---------------------------------------------------- |
| Annia Becerra Marko Carrillo   | Pistola de aire         | 570           | 2             | Disputa medalla de bronce Colombia Puntosː 6         | Disputa medalla de bronce Colombia Puntosː 6         | Disputa medalla de bronce Colombia Puntosː 6         | Disputa medalla de bronce Colombia Puntosː 6         |
| Brianda Rivera José Ullilen    | Pistola de aire         | 542           | 6             | No clasificó                                         | No clasificó                                         | No clasificó                                         | No clasificó                                         |
| Alexia Arenas Cristian Morales | Rifle de aire 10 metros | 611.0         | 3             | Disputa medalla de bronce · Chile 2 · Puntosː 16.0 · | Disputa medalla de bronce · Chile 2 · Puntosː 16.0 · | Disputa medalla de bronce · Chile 2 · Puntosː 16.0 · | Disputa medalla de bronce · Chile 2 · Puntosː 16.0 · |
| Lucía Cruz Daniel Vizcarra     | Rifle de aire 10 metros | 613.6         | 2             | Disputa medalla de bronce Ecuador Puntosː 12.0       | Disputa medalla de bronce Ecuador Puntosː 12.0       | Disputa medalla de bronce Ecuador Puntosː 12.0       | Disputa medalla de bronce Ecuador Puntosː 12.0       |

### Triatlón
Femenino
| Atleta                      | Evento            | Natación | T 1   | Ciclismo | T 2      | Carrera  | Tiempo total | Posición |
| --------------------------- | ----------------- | -------- | ----- | -------- | -------- | -------- | ------------ | -------- |
| Nicole Avendaño             | Estándar olímpica | 11:57.00 | 42.00 | 00:00.00 | 00:00.00 | 00:00.00 | LAP          | ——       |
| Ada Bravo                   | Estándar olímpica | 10:28.00 | 35.00 | 37:38.00 | 24.00    | 18:49.00 | 1h 07:54.00  | 12       |
| Gianella Coaguila           | Estándar olímpica | 09:56.00 | 30.00 | 36:15.00 | 32.00    | 19:52.00 | 1h 07:05.00  | 9        |
| Mariajosé Torres            | Estándar olímpica | 10:28.00 | 33.00 | 35:40.00 | 28.00    | 21:42.00 | 1h 08:51.00  | 15       |
| Ada Bravo Gianella Coaguila | Parejas           |          |       |          |          |          | 2h 14:59.00  | 5        |

Masculino
| Atleta                        | Evento            | Natación | T 1      | Ciclismo | T 2      | Carrera  | Tiempo total | Posición |
| ----------------------------- | ----------------- | -------- | -------- | -------- | -------- | -------- | ------------ | -------- |
| Rodrigo Bravo                 | Estándar olímpica | 10:00.00 | 34.00    | 31:51.00 | 30.00    | 18:13.00 | 1h 01:08.00  | 13       |
| Alberto Chumpitaz             | Estándar olímpica | 10:28.00 | 33.00    | 00:00.00 | 00:00.00 | 00:00.00 | LAP          | ——       |
| Diego Oré                     | Estándar olímpica | 00:00.00 | 00:00.00 | 00:00.00 | 00:00.00 | 00:00.00 | LAP          | ——       |
| Brener Valencia               | Estándar olímpica | 09:55.00 | 35.00    | 31:56.00 | 29.00    | 17:48.00 | 1h 00:43.00  | 12       |
| Rodrigo Bravo Brener Valencia | Parejas           |          |          |          |          |          | 2h 01:51.00  | 6        |

Mixto
| Atleta                                                       | Evento  | Tiempo total | Posición |
| ------------------------------------------------------------ | ------- | ------------ | -------- |
| Nicole Avendaño Alberto Chumpitaz Diego Oré Mariajosé Torres | Relevos | DNF          | DNF      |
| Ada Bravo Rodrigo Bravo Gianella Coaguila Brener Valencia    | Relevos | 1h 42:14.00  | 9        |

### Vela
Femenino
| Atleta              | Evento   | Regata | Regata | Regata | Regata | Regata | Regata | Regata | Regata | Puntos | Posición          |
| Atleta              | Evento   | 1      | 2      | 3      | 4      | 5      | 6      | 7      | 8      | Puntos | Posición          |
| ------------------- | -------- | ------ | ------ | ------ | ------ | ------ | ------ | ------ | ------ | ------ | ----------------- |
| Florencia Chiarella | Ilca 6   | 3      | 4      | 3      | 2      | 2      | 2      | 2      | 2      | 20     | Medalla de plata  |
| Sophie Zimmermann   | Ilca 6   | 2      | 2      | 5      | 3      | 3      | 2      | 5      | 3      | 24     | Medalla de bronce |
| Gracia Carrillo     | Optimist | 2      | 1      | 2      | 1      | 3      | 2      | 1      | 3      | 15     | Medalla de oro    |
| Rafaella Parodi     | Optimist | 4      | 4      | 1      | 3      | 2      | 3      | 4      | 1      | 22     | Medalla de bronce |
| Fernanda Higueras   | Sunfish  | 7      | 5      | 7      | 6      | 5      | 6      | 6      | 7      | 49     | 6                 |
| Caterina Romero     | Sunfish  | 5      | 1      | 1      | 1      | 2      | 1      | 2      | 1      | 14     | Medalla de oro    |

Masculino
| Atleta                  | Evento   | Regata | Regata | Regata | Regata | Regata | Regata | Regata | Regata | Puntos | Posición          |
| Atleta                  | Evento   | 1      | 2      | 3      | 4      | 5      | 6      | 7      | 8      | Puntos | Posición          |
| ----------------------- | -------- | ------ | ------ | ------ | ------ | ------ | ------ | ------ | ------ | ------ | ----------------- |
| Stefano Peschiera       | Ilca 7   | 3      | 1      | 1      | 1      | 7      | 4      | 9      | DNF    | 37     | Medalla de plata  |
| Renzo Sanguineti        | Ilca 7   | 7      | UFD    | UFD    | 2      | 2      | UFD    | 6      | 1      | 54     | 8                 |
| Stefano Moy             | Optimist | 2      | 2      | 3      | 3      | 2      | 5      | 1      | 5      | 30     | Medalla de plata  |
| Joaquín Vega            | Optimist | 5      | 4      | 1      | 1      | 6      | 7      | 7      | 6      | 46     | 6                 |
| Jean Paul De Trazegnies | Sunfish  | 2      | 5      | 1      | 4      | 4      | 8      | 1      | 6      | 31     | Medalla de bronce |
| Alejandro Mago          | Sunfish  | 4      | 4      | 8      | 10     | 7      | 3      | 8      | 9      | 53     | 7                 |

Mixto
| Atleta                                   | Evento    | Regata | Regata | Regata | Regata | Regata | Regata | Regata | Regata | Puntos | Posición |
| Atleta                                   | Evento    | 1      | 2      | 3      | 4      | 5      | 6      | 7      | 8      | Puntos | Posición |
| ---------------------------------------- | --------- | ------ | ------ | ------ | ------ | ------ | ------ | ------ | ------ | ------ | -------- |
| Claudia Gaviño Juan Mendoza María Vegas  | Lightning | 3      | 3      | 2      | 4      | 2      | 6      | 4      | 4      | 28     | 5        |
| Diego Cáceres Valentina Lyon Miranda Paz | Lightning | 6      | NCS    | 6      | UFD    | 6      | 5      | 6      | 6      | 51     | 6        |

### Voleibol
Femenino
| Equipo | Evento          | Ronda de grupos                            | Ronda de grupos   |
| Equipo | Evento          | Rival Resultado                            | Posición          |
| --- | --------------- | ------------------------------------------ | ----------------- |
| Alisson Alarcón Alondra Alarcón Antuanette Arteaga Eliane Behar María Cisneros Jade Cuya María Denegri Lizanyela López Estefany Mariñas Jade Rodríguez María Rojas Saskya Silvano | Torneo femenino | Bolivia 25-11 / 25-14 / 25-11              | Medalla de bronce |
| Alisson Alarcón Alondra Alarcón Antuanette Arteaga Eliane Behar María Cisneros Jade Cuya María Denegri Lizanyela López Estefany Mariñas Jade Rodríguez María Rojas Saskya Silvano | Torneo femenino | República Dominicana 14-25 / 11-25 / 17-25 | Medalla de bronce |
| Alisson Alarcón Alondra Alarcón Antuanette Arteaga Eliane Behar María Cisneros Jade Cuya María Denegri Lizanyela López Estefany Mariñas Jade Rodríguez María Rojas Saskya Silvano | Torneo femenino | Colombia 18-25 / 15-25 / 23-25             | Medalla de bronce |
| Alisson Alarcón Alondra Alarcón Antuanette Arteaga Eliane Behar María Cisneros Jade Cuya María Denegri Lizanyela López Estefany Mariñas Jade Rodríguez María Rojas Saskya Silvano | Torneo femenino | Venezuela 25-15 / 25-14 / 25-22            | Medalla de bronce |

Masculino
| Equipo | Evento           | Ronda de grupos                         | Ronda de grupos | Semifinal                                   | Final Medalla de bronce                                    | Posición Final    |
| Equipo | Evento           | Rival Resultado                         | Posición        | Rival Resultado                             | Rival Resultado                                            | Posición Final    |
| --- | ---------------- | --------------------------------------- | --------------- | ------------------------------------------- | ---------------------------------------------------------- | ----------------- |
| Sebastián Blanco Ángel Cerpa Favian Del Águila Leonel Despaigne Martín Gómez Santiago La Jara Hiroshi La Torre Jassir Morón Randal Ortega Piero Porras Bruno Seminario Sebastián Thiermann | Torneo masculino | Venezuela 25-22 / 20-25 / 26-24 / 25-20 |                 | Chile 21-25 / 25-23 / 25-23 / 13-25 / 14-16 | República Dominicana 25-22 / 25-17 / 19-25 / 19-25 / 15-11 | Medalla de bronce |
| Sebastián Blanco Ángel Cerpa Favian Del Águila Leonel Despaigne Martín Gómez Santiago La Jara Hiroshi La Torre Jassir Morón Randal Ortega Piero Porras Bruno Seminario Sebastián Thiermann | Torneo masculino | Colombia 17-25 / 10-25 / 23-25          |                 | Chile 21-25 / 25-23 / 25-23 / 13-25 / 14-16 | República Dominicana 25-22 / 25-17 / 19-25 / 19-25 / 15-11 | Medalla de bronce |

### Voleibol de playa
Femenino
| Equipo                             | Evento          | Fase de grupos             | Fase de grupos | Cuartos de final | Semifinal       | Final           | Posición final |
| Equipo                             | Evento          | Rival Resultado            | Posición       | Rival Resultado  | Rival Resultado | Rival Resultado | Posición final |
| ---------------------------------- | --------------- | -------------------------- | -------------- | ---------------- | --------------- | --------------- | -------------- |
| Lisbeth Allcca Claudia Gaona       | Torneo femenino | Bolivia 2 - 1              | 2              | Ecuador 2 - 1    | Colombia 1 - 2  | Colombia 1 - 2  | 4              |
| Lisbeth Allcca Claudia Gaona       | Torneo femenino | Venezuela 1 - 2            | 2              | Ecuador 2 - 1    | Colombia 1 - 2  | Colombia 1 - 2  | 4              |
| Lisbeth Allcca Claudia Gaona       | Torneo femenino | Colombia 1 - 2             | 2              | Ecuador 2 - 1    | Colombia 1 - 2  | Colombia 1 - 2  | 4              |
| Alexandra Carrasco Cinthia Herrera | Torneo femenino | República Dominicana 1 - 2 | 4              | No clasificó     | No clasificó    | No clasificó    | No clasificó   |
| Alexandra Carrasco Cinthia Herrera | Torneo femenino | Venezuela 0 - 2            | 4              | No clasificó     | No clasificó    | No clasificó    | No clasificó   |
| Alexandra Carrasco Cinthia Herrera | Torneo femenino | Ecuador 0 - 2              | 4              | No clasificó     | No clasificó    | No clasificó    | No clasificó   |

Masculino
| Equipo                          | Evento           | Fase de grupos                 | Fase de grupos | Cuartos de final | Semifinal       | Final           | Posición final |
| Equipo                          | Evento           | Rival Resultado                | Posición       | Rival Resultado  | Rival Resultado | Rival Resultado | Posición final |
| ------------------------------- | ---------------- | ------------------------------ | -------------- | ---------------- | --------------- | --------------- | -------------- |
| Mauricio Sajami Gabriel Vásquez | Torneo masculino | Venezuela 0 - 2 Colombia 0 - 2 | 3              | No clasificó     | No clasificó    | No clasificó    | No clasificó   |

### Waterpolo
Femenino
| Equipo | Evento          | Fase de grupos    | Fase de grupos | Fase final        | Fase final     |
| Equipo | Evento          | Rival Resultado   | Posición       | Rival Resultado   | Posición       |
| --- | --------------- | ----------------- | -------------- | ----------------- | -------------- |
| Stefanny Álvarez Alyssa Barnuevo Diana Garnica Anna López Elisa López María Menacho Miranda Nieto Carolina Rodríguez Rebeca Rodríguez Areli Rolando Abigail Sirio Belén Torres Daniela Torres | Torneo femenino | Venezuela 16 - 13 | 1              | Colombia 7 - 6    | Medalla de oro |
| Stefanny Álvarez Alyssa Barnuevo Diana Garnica Anna López Elisa López María Menacho Miranda Nieto Carolina Rodríguez Rebeca Rodríguez Areli Rolando Abigail Sirio Belén Torres Daniela Torres | Torneo femenino | Colombia 13 - 11  | 1              | Venezuela 13 - 13 | Medalla de oro |

Masculino
| Equipo | Evento           | Fase de grupos   | Fase de grupos | Fase final       | Fase final        |
| Equipo | Evento           | Rival Resultado  | Posición       | Rival Resultado  | Posición          |
| --- | ---------------- | ---------------- | -------------- | ---------------- | ----------------- |
| Julio Alzamora Ulises Angulo Mauricio Bustamante Eduardo Cárdenas Germán Carranza Diego Contreras Nicolás Contreras Joaquín Cuadros Yamil Farid Jefferson Pinedo Simón Regalado Lorenzo Rodríguez Alfredo Tassano | Torneo masculino | Colombia 5 - 13  | 3              | Colombia 6 - 22  | Medalla de bronce |
| Julio Alzamora Ulises Angulo Mauricio Bustamante Eduardo Cárdenas Germán Carranza Diego Contreras Nicolás Contreras Joaquín Cuadros Yamil Farid Jefferson Pinedo Simón Regalado Lorenzo Rodríguez Alfredo Tassano | Torneo masculino | Venezuela 2 - 11 | 3              | Venezuela 7 - 12 | Medalla de bronce |